# Yerba (Túnez)
Yerba (en francés: Djerba), también conocida tradicionalmente en castellano como Los Gelves o Gelves, es una isla del norte de África perteneciente a Túnez, de 514 km² de superficie (25 km de largo por 20 km de ancho, con 150 km de costas). Está situada en el golfo de Gabes, a una distancia de unos 2000 m de la costa del país norteafricano y cerrando la entrada al golfo de Boughrara, al sudeste de Túnez. Es la mayor isla del norte de África y en la actualidad es conocida por un turismo exclusivo y de lujo.
Su ciudad más importante es Houmt Souk —Souk significa zoco o mercado—, destino turístico que cuenta con ruinas de la dinastía aglabí.
La isla es conocida desde la antigüedad por el excelente puerto natural de su parte sur. Los cartagineses fundaron allí varias fortificaciones defensivas, los romanos construyeron ciudades y desarrollaron la agricultura y el comercio portuario. Posteriormente pasó bajo la dominación de los vándalos, el imperio bizantino y los árabes para acabar siendo a partir de los años sesenta un popular destino turístico.
La isla se encuentra comunicada con el continente por un transbordador que conduce desde Ajim, al sudoeste de la isla, a Jorf y por una carretera de 7 kilómetros de longitud entre la península de Zarzis y la localidad de El Kantara, la cual se remontaría al siglo III a. C. y se le denomina calzada romana.
El 17 de febrero de 2012, el gobierno tunecino propuso la inclusión de Yerba en la lista del Patrimonio de la Humanidad de la Unesco.

## Toponimia
Yerba se conoce desde la antigüedad porque la tradición hace de ella la isla de los Lotófagos descrita en la Odisea por Homero, lo cual ha hecho que algunas veces aparezca denominada como Lotophagitis (del griego antiguo Λωτοφαγῖτις o Λωτοφάγων νῆσος). Según el historiador y geógrafo Salah-Eddine Tlatli, hasta el siglo III la isla tuvo diversos nombres:
- la obra Periplo de Pseudo-Escílax la nombra Brachion (Βραχείων).
- Heródoto,  la «isla de los altos fondos»;
- Polibio Phlâ
- y todos los autores latinos Meninx (Μῆνιγξ).

En lo que respecta a su nombre actual, Salah-Eddine Tlatli avanza la siguiente explicación:

Es hacia el final del periodo romano que se reconoce por primera vez el nombre de Gerba o Girba, dado a una ciudad situada al sur del emplazamiento actual de Houmt Souk (la capital de la isla). Alrededor del siglo II, Ptolomeo ya había mencionado el nombre de Gerra, sin duda un lapsus de Gerba. De hecho es Aurelius Victor el primero que habla de Girba, al decirnos que esta ciudad tuvo el honor de dar luz a dos emperadores romanos. Hasta ese momento, la isla había sido conocida por otros nombres desde la antigüedad.

## Geografía

### Situación
La isla, que depende administrativamente de la gobernación de Medenine, está situada a unos 500 km de Túnez por carretera (unos 330 km a vuelo de pájaro) y a más de 100 kilómetros de Gabes. En ambos extremos de la isla, dos avances del continente acercan Jorf a Ajim en el oeste y Zarzis a El Kantara en el este. A todo lo largo de la isla se encuentra la playa de Mezraya (Sidi Mahrez) que forma una península estrecha (casi una isla), Ras R'mal, que es uno de los lugares turísticos más importantes de la isla.

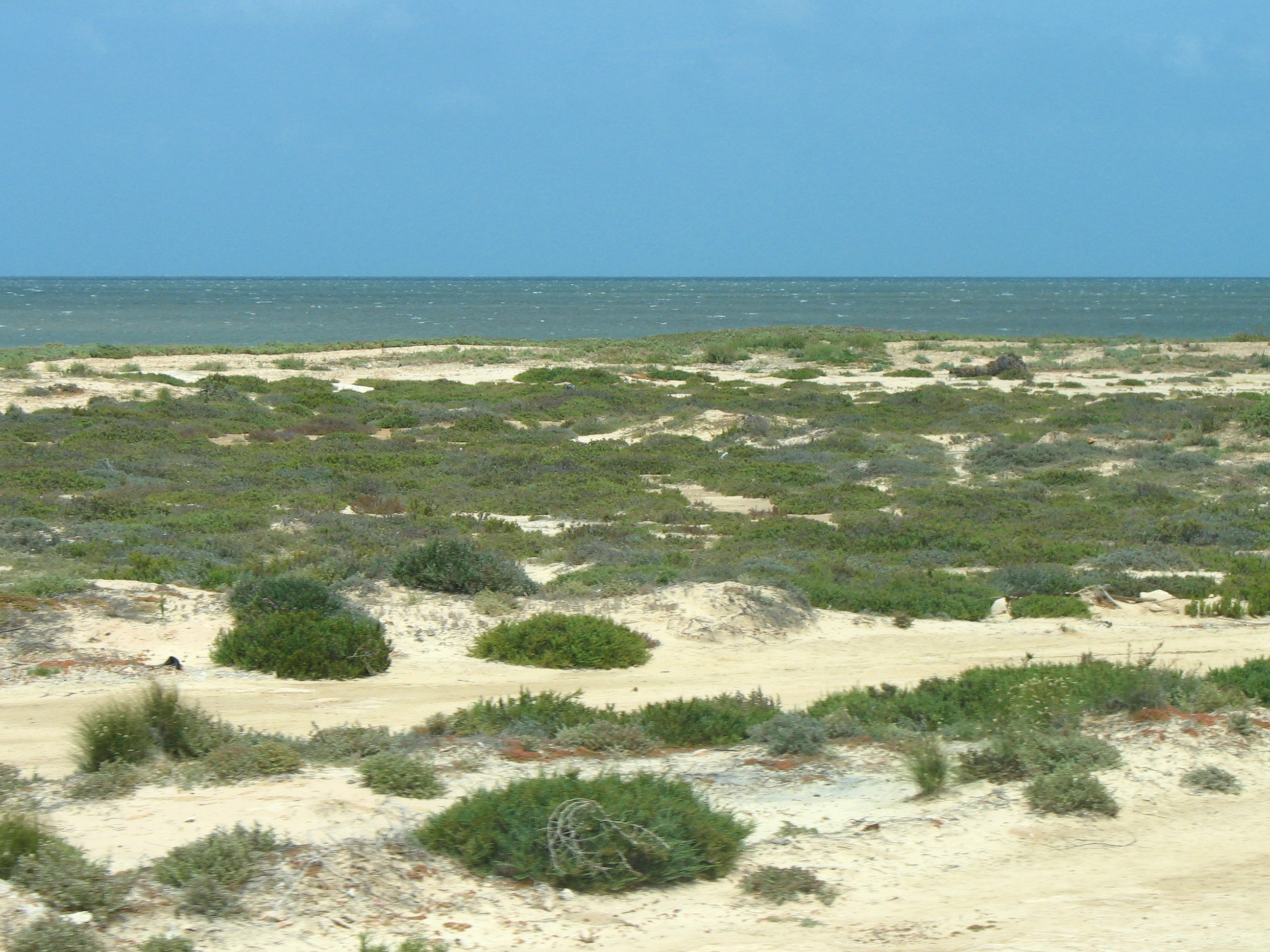
Costa meridional de la isla.

La superficie de la isla es de aproximadamente 514 km². Vista una imagen desde un satélite la isla tiene la forma de un molar gigante con sus tres raíces: las penínsulas de Ajim, de Ras Terberlla y de Bine El Oudiane; Su máxima longitud es de 29,5 kilómetros y su anchura mayor de 29 kilómetros. (seguido)
Sus costas, con una longitud de 125 kilómetros, presentan un trazado muy irregular. Las tres penínsulas marcan los puntos más cercanos al continente del que la isla está separada por el canal de Ajim unos dos kilómetros, y por el canal de El Kantara, de unos 6 kilómetros de largo. En el canal de Ajim se sitúan además dos islotes llamados Elgataia Kbira y Elgataia Sghira.
Yerba es muy similar por la regularidad de su topografía y estructura geológica al relieve plano imperante en la costa meridional de Túnez. La isla es plana, la altitud media es de 20 metros y su punto más alto, Dhahret Guellala, se eleva en la parte más meridional hasta los 53 metros. En este punto, la isla está atravesada por un accidente topográfico mayor de 15 metros de desnivel y 15 kilómetros de largo. La topografía escalonada alterna sectores elevados con otros situados en depresión en la que la superficie está modelada por una geomorfología dunar. El litoral se caracteriza por costas bajas, playas de arena, en su mayoría, que se extiende principalmente entre Ras R'mal y Borj El Kastil. Gustave Flaubert denomina a Yerba como la "Isla de las arenas de oro" a causa de su arena fina y dorada. El agua dulce es un elemento raro y no existe curso de agua alguno en la isla.
Yerba está rodeada de altos fondos —la batimetría en la proximidad de la isla es casi siempre inferior a 10 metros y la isóbata de 5 metros no aparece hasta una distancia de una decena de kilómetros en las costas meridionales y septentrionales— aunque existen a lo largo de la costa meridional un cierto número de corrientes marinas que surcan los canales de Ajim y El Kantara, donde las profundidades sobrepasan en algunos puntos los 20 metros.

### Clima

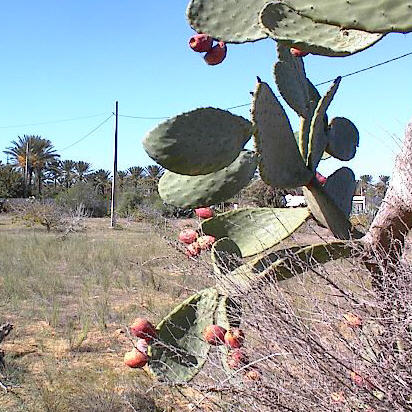
Nopal, planta típica de climas áridos.

El clima de Yerba es un clima mediterráneo con tendencia a semiárido ya que la isla está situada en el cruce de las masas de aire mediterránea y sahariana. La temperatura anual media es de 19,8 °C, oscilando las medias mensuales entre los 30 °C de máxima y los 8 °C de mínima. La media de las máximas en verano alcanza los 32,7 °C, aunque la sensación de calor se encuentra un tanto atenuada por la brisa marina, mientras que en invierno, las medias mensuales son superiores a 12 °C. En L’île heureuse et le Sud tunisien, Emmanuel Grevin habla también la existencia de una quinta estación en Yerba:

À Sfax, l’hiver vous aura quittés ; à Gabès vous trouverez le printemps ; à Tozeur l’été ; et à Djerba vous découvrirez la cinquième saison. Mais oui Monsieur, la cinquième saison, ce climat spécial à l’île de Djerba, si étrange, fait de sécheresse extrême, de brise marine, de fraîcheur et de rosées nocturnes, de quelque chose de rationnel, de tempéré en tout...
Emmanuel Grevin

que podemos traducir como:

En Sfax, el invierno os habrá dejado; en Gabes os encontraréis en primavera; en Tozeur el verano; y en Yerba descubriréis la quinta estación. Claro que sí, señor, la quinta estación, ese clima especial de la isla de Yerba, tan extraño, hecho de sequía extrema, de brisa marina, de frescor y rocíos nocturnos, de algo racional y templado en todo.
Emmanuel Grevin

Gustave Flaubert hace describir a Mathó, en el capítulo IX de su novela histórica Salambó, esta  

....isla cubierta de polvo de oro, de vegetación y de pájaros, donde los limoneros son altos como cedros [...] donde el aire es tan dulce que empacha hasta morir

.
En lo que se refiere a las precipitaciones, Yerba es la más lluviosa (248,8 mm) de todas las regiones al sur de Sfax, siendo la media de los días lluviosos de 40 al año. Más del 60 % de estas precipitaciones se concentran entre los meses de septiembre y diciembre, con un máximo anual en octubre (28 % del total. Sin embargo, lo esencial de las precipitaciones anuales se pueden distribuir en tan solo tres o cuatro tormentas. La estación seca comienza en abril y raramente cae una gota en todo el verano. La humedad y el rocío nocturno son dos factores vitales para la flora de la isla. Para paliar la escasez de agua, el gobierno tunecino prevé la instalación de una planta desaladora con capacidad de 50 000 m3/día.
Dependiendo de la temporada, los vientos predominantes en Yerba tienen diferentes. De noviembre a marzo, son los vientos del oeste los que dominan antes de ser reemplazados, de marzo a mediados de junio por el viento siroco, viento cálido a menudo acompañado de remolinos de arena. Con la llegada del verano dominan los vientos del este, portadores de algo de frescor.

## Historia

### Antigüedad
Desde la antigüedad, los historiadores nombran Yerba, que identifican con la primera isla, en la Odisea, donde Homero hace naufragar a Ulises y sus compañeros, perdidos en el mar durante su intento de regreso de la guerra de Troya (hacia el 1185 a. C.), por haber probado el lotos, 

"... fruta dulce como la miel que sume a todos los que la degustan en las delicias de un olvido benefactor que borra todas preocupaciones de la existencia

"... esta fruta milagrosa que habría sumido en una amnesia feliz (a Ulises) ..."

 Ulises sufre por tener que dejar la isla de los Lotófagos (los comedores de loto).
En los albores de la historia, el territorio que actualmente ocupa Túnez estaba poblado por los bereberes, con un modo de vida similar al del neolítico. Muchos especialistas, entre ellos Lucien Bertholon y Stéphane Gsell, consideran que hubo migraciones entre el mar Egeo y el golfo de Syrtes, donde se encuentra Yerba, en el transcurso del segundo milenio antes de Cristo. Antes de la fundación de Cartago, los fenicios de Tiro habrían establecido numerosos puertos comerciales a lo largo de la costa de Libia y Túnez hasta Útica. Yerba formaría parte de ellos sin duda alguna. El Periplo de Pseudo-Escílax, que se remonta a mediados del siglo IV a. C. da las indicaciones más antiguas que se conocen sobre la isla, si exceptuamos las de Homero: 

... Produce mucho aceite, que se obtiene de los olivos silvestres; la isla también produce muchos frutos, trigo, cebada, la tierra es fértil.
Periplo de Pseudo-Escílax

 La tradición local, en su versión más conocida, informa que los primeros judíos se establecieron en Yerba tras la destrucción por el emperador Nabucodonosor II, en el 586 a.d. C. del Templo de Salomón, del cual se habría incorporado una puerta en la sinagoga de la Ghriba.

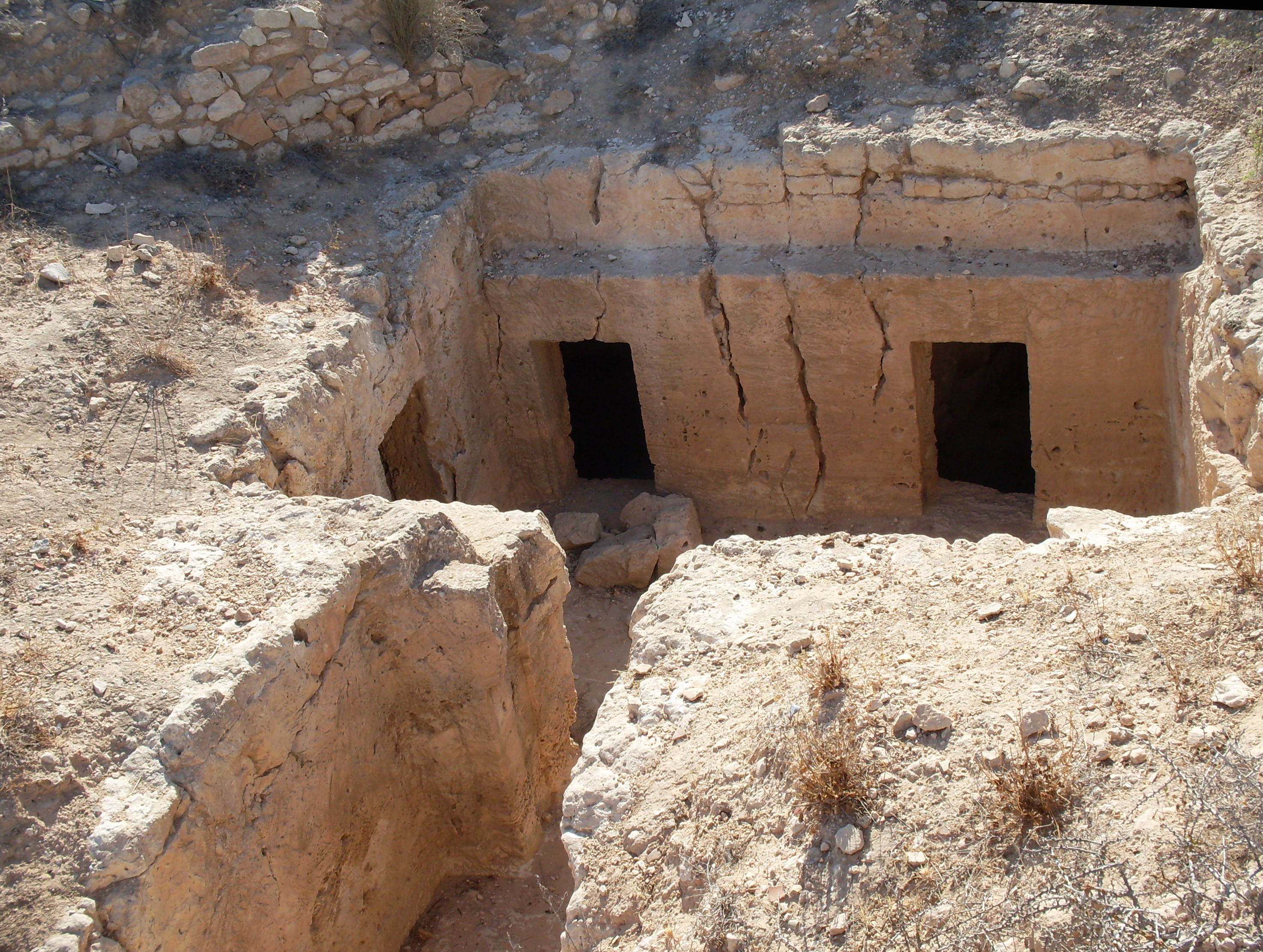
Tumbas púnicas en Souk El Guebli.

Según Gsell, en la época "Djerba dependía ciertamente de Cartago". Los cartagineses fundaron muchos puestos comerciales, siendo el más importante Meninx, en la costa sudeste de la isla, que transforman en un lugar importante de intercambios con la cuenca mediterránea, acondicionando los puertos para sus embarcaciones y utilizándolos como escala en sus recorridos por el Mediterráneo. Además del cultivo del olivo, la isla cartaginesa abriga numerosos talleres de alfarería, muchas pesquerías y desarrollo del teñido en púrpura a base de los moluscos de la especie Murex, que dieron renombre a la isla. Como punto importante de enlace con el continente africano, Yerba conoció más de medio milenio de prosperidad con los fenicios.
Los primeros contactos de la isla con los romanos tuvo lugar durante la primera guerra púnica, en el transcurso de las operaciones llevadas a cabo contra Cartago. La primera expedición naval verificable, comandada por Cneo Servilio Cepión y Cayo Sempronio Bleso fue enviada a Yerba en el año 253 a.d. C. Una segunda, mandada por el cónsul Cneo Servilio Gémino, fue enviada el 217 a.d. C., durante la segunda guerra púnica, el mismo año de la batalla del lago Trasimeno disputada entre cartagineses y romanos en Italia. Sin embargo, "no fue sino hasta el año 6 d.C., después de la fase de protectorado de los príncipes bereberes, los reyes insirvientes, que se inició la colonización directa en la zona sírtica". Se sabe que entonces en la isla existían dos ciudades: Meninx y Thoar.

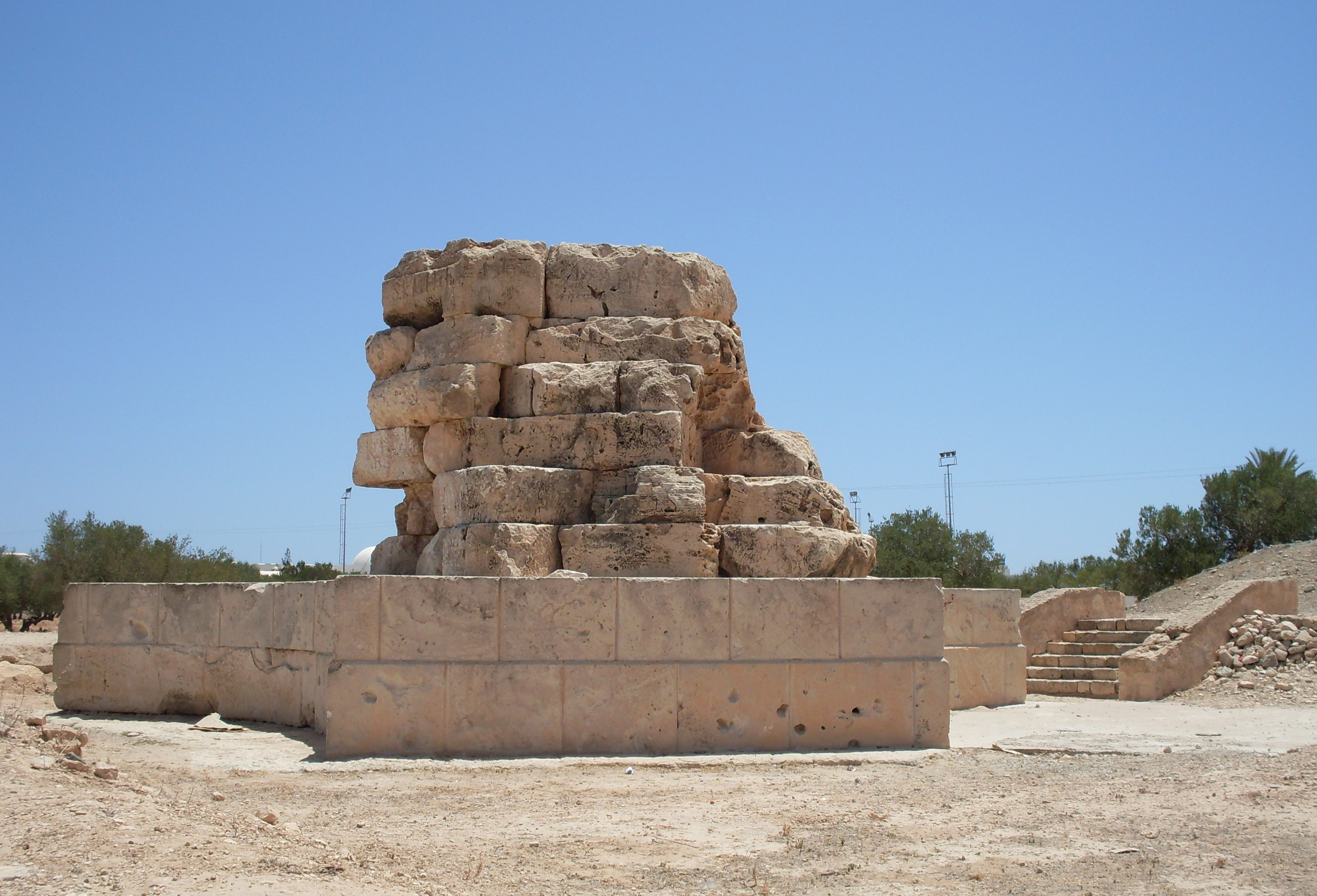
Mausoleo de Bourgou en Midoun.

Baptisterio de El Kantara.

La isla albergaría a partir de entonces tres centros urbanos principales. Uno, cuyo nombre moderno es Henchir Bourgou, ha sido descubierto en las proximidades de Midoun, en el centro de la isla: se encuentran vestigios (llamados "Rocas de Bourgou") de una gran ciudad que data del siglo IV a.d. C., marcados por la abundante presencia de cerámica y de un imponente mausoleo perteneciente probablemente a un miembro de una familia real númida. Un segundo centro, en la costa sudeste de la isla, era un centro de producción de tintes a base de murex, citado por Plinio el Viejo como la segunda en importancia en este campo después de Tiro: las importantes cantidades de mármol coloreado descubiertas dan testimonio de su riqueza. El tercer centro importante, probablemente la antigua Haribus, se encontraba en la costa meridional, cerca de la población de Guellala.
Dos emperadores romanos, Treboniano Galo y su hijo Volusiano, son nativos de Yerba. Un decreto romano del año 254, poco después de su muerte, menciona la isla en la expresión 

Creati in insula Meninge quae nunc Girba dicitur
Criado en la isla Meninge, que ahora se llama Girba

 Es la primera vez conocida de la utilización del nombre de Girba. A mediados del siglo III, se construye una basílica en lo que hoy es el obispado de Girba. Dos de los obispos de la isla pasaron a la posteridad: Monnulus y Vincent, que asistieron respectivamente a los concilios de Cartago del año 255 y del año 525 respectivamente. Las ruinas de su catedral se encuentran cerca de El Kantara, en el sudoeste de la isla, de donde proviene un bello baptisterio cruciforme que se conserva en el museo nacional del Bardo en Tunicia.
Las prospecciones arqueológicas llevadas a cabo entre 1996 y 2000 bajo el auspicio de la Universidad de Pensilvania, de la Academia Americana en Roma y del Instituto Nacional del Patrimonio de Túnez han detectados 250 lugares de interés arqueológico, incluyendo numerosas villas púnicas y romanas.
Después de los romanos, Yerba fue invadida por los vándalos, y posteriormente por el imperio bizantino. En el año 665, la isla cae en manos de los árabes dirigidos por Ruwayfa ibn Thâbit Al Ansari, un compañero del profeta Mahoma, durante la campaña de Byzacena comandada por Muawiya Ben Hudaydj. La isla se sume en luchas entre facciones musulmanas y se alía finalmente con la facción jariyista.

### Edad Media
En el siglo XI, la isla consigue la independencia a continuación de la invasión de la Ifriqiya por los Banu Hilal venidos de Egipto y se especializa en la piratería. En esta misma época se encuentra contrastada por primera vez la presencia de una comunidad judía por medio de una carta comercial proveniente de El Cairo, de donde provienen otros documentos que mencionan a los yerbenses en la Edad Media; escrita hacia el 1030, hace referencia a cierto Abū ul-Faraŷ al-Ŷarbī (literalmente "el yerbense") con domicilio en Kairouan que comercia con Oriente, o sea Egipto y el océano Índico. Ocupada por el sultán hamadita Abd al-Aziz ibn Mansur, que reina entre el 1104 y el 1121, la isla fue tomada brevemente por Ali Ben Yahya entre 1115 y 1116.
Yerba vio sucederse a normandos de Sicilia, aragoneses, españoles y otomanos durante cuatro siglos.

... en el transcurso de los cuales los cristianos y los musulmanes se masacraron entre sí ....

Durante la Edad Media, fueron principalmente los cristianos de Sicilia y de Aragón los que disputaron sus posesiones en muchas batallas a los jariyitas ibadíes yerbenses. De este período subsisten numerosas pequeñas mezquitas, algunas subterráneas, de las que las primeras datan del siglo XII, así como algunos impresionantes fuertes.
En 1134, aprovechándose de la situación problemática de la Ifriqiya, las tropas normandas del Reino de Sicilia se apoderan de la isla que cae bajo el dominio del rey Rogelio II de Sicilia, y posteriormente de su hijo y sucesor Guillermo, apodado el Malo. En 1154, los yerbanos se rebelan pero los normandos apagan la revuelta con un baño de sangre; solo la conquista almohade en 1160, lograría expulsarlos de Yerba y del litoral tunecino.
Durante el otoño de 1284, el almirante aragonés Roger de Lauria toma posesión de la isla e instala allí un dominio bajo la soberanía de la Santa Sede; el archipiélago de los Querquenes se unió a este señorío en 1286. En 1289, manda construir, cerca de la antigua Meninx, una fortaleza llamada Castelló y más tarde Borj El Kastil o Borj El Gastil. Tras su muerte en 1305, es reemplazado por sus hijos (1305-1310) y Carlos (1310) y posteriormente por Francis-Roger (1310). La familia, incapaz de dominar los intentos de sublevación de los yerbenses y los ataques de los háfsidas, cede sus derecho al rey Federico II de Sicilia que nombra a Ramón Muntaner como gobernador en 1311 mientras que una hambruna hace estragos durante meses, empujando a la revuelta a los habitantes que reciben la ayuda de los tunecinos del continente. Muntaner administraría la isla hasta 1314, puesto que el sultán háfsida Abu Yahya Abu Bakr al-Mutawakkil reconquistaría la isla a los aragoneses alrededor de 1335.
Si bien abandonaron Yerba durante su guerra contra Castilla (1334-1335), los aragoneses la retomaron en 1338, con la ayuda de una flota genovesa, pero no la conservan sino hasta finales de 1392. Los nuevos ataques de la flota de Alfonso V de Aragón, en 1424 y 1431, son repelidos con la ayuda del soberano háfsida Abû Fâris `Abd al-`Azîz al-Mutawakkil. Los musulmanes construyeron una fortaleza en el norte de la isla, junto a las ruinas de la antigua Girba, que llamaron Borj El Kebir. La ciudad de Houmt Souk se desarrolló a su alrededor.
En 1480, los yerbenses se rebelaron contra el sultán Abû `Umar `Uthmân y toman el control de la calzada romana que unía la isla al continente. Las luchas internas entre Wahbiya y Nakkara, dos facciones de los ibadíes que dominan respectivamente el noroeste y el sureste de Yerba, no detienen no obstante el progreso económico de la isla. Los habitantes pagan entonces un tributo al soberano, pero permanecen independientes. Durante la época zirí, tribus árabes nómadas invaden Túnez, pero Yerba escapó a su control.

### Entre los siglosXVIyXIX
Hacia el 1500, Yerba pasa bajo la influencia otomana: el corsario otomano Barbarroja obtiene del soberano háfsida el control de la isla, que pasa a ser la base de la decena de barcos de su escuadra. En 1510 las tropas del reino de España comandadas por Pedro Navarro, atacan Yerba para establecer una fortaleza que apoyara las conquistas de Orán, Bugía, Argel y Trípoli; sin embargo sufren una derrota. En 1513, la isla es saqueada por los genoveses.

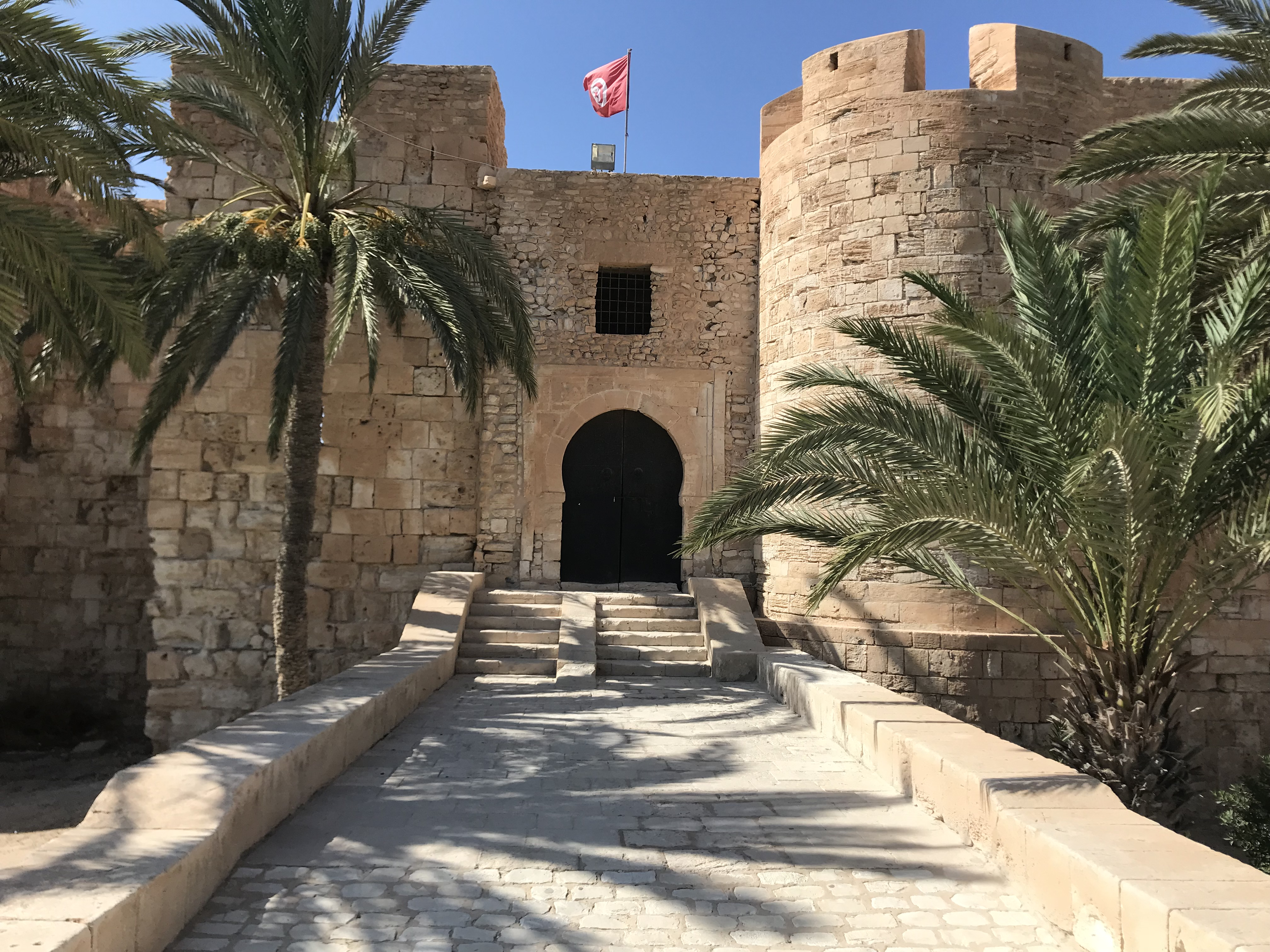
Fachada del fuerte Borj El Kebir en Houmt Souk.

Finalmente Yerba, ya llamada Los Gelves, cae bajo la soberanía española desde 1520 hasta 1524 y desde 1551 hasta 1560, pero sin una ocupación estable estuvo dirigida desde Mostaganem (al no ser estable esa ocupación y estar financiada por la Iglesia no está muy claro si pertenecía al Imperio español). Vuelve a ser una base temporal para Jeireddín Barbarroja y, de 1524 a 1551, una de las principales bases de los corsarios otomanos y de los norteafricanos conducidos por el almirante Turgut Reis, conocido como Draggut. En abril de 1551, durante una expedición organizada por los caballeros de Malta y el virrey de Nápoles, Dragut es bloqueado en un canal yerbense por las galeras del genovés Andrea Doria, pero se las arregla para escapar.
Una flota europea, principalmente compuesta de navíos españoles, napolitanos, sicilianos y malteses, bajo las órdenes de Juan Luis de la Cerda, duque de Medinaceli, ocupa la isla en 1560 para emplearla como base de operaciones contra Trípoli. Es en este contexto de rivalidad por el control de mediterráneo que tuvo lugar una batalla naval de Los Gelves entre el 9 y el 14 de mayo de 1560, contra la flota otomana mandada por Piyale Pacha y Dragut. Los otomanos hundieron treinta navíos cristianos e hicieron 5000 prisioneros el 15 de mayo; la pequeña guarnición cristiana de Los Gelves fue exterminada después de una férrea defensa y sus huesos fueron apilados en una pirámide, la Torre de los cráneos o Burj al-Rus, que se mantuvo hasta 1846. Esta expedición es uno de los acontecimientos militares y políticos más importantes del siglo XVI.
En 1568, el pachá de Trípoli, Djaafar Pacha, se presentó ante los yerbenses para pedir un gran tributo; la isla es tomada por uno de sus sucesores, Ibrahim Pacha, en 1598. En septiembre de 1611, la isla fue atacada por una poderosa flota de navíos napolitanos, genoveses y malteses y casi 500 de sus habitantes mueren durante su defensa. Durante el siglo XVI y principios del siglo XVII, Yerba depende alternativamente de los gobernadores de Argel, Trípoli o de Tunicia. Su anexión a Túnez se concreta en un acuerdo de 1614. A partir de 1705 con el establecimiento de la dinastía de los Husseinitas, el bey de Túnez está representado por un jeque y varios caídes reclutados entre las familias locales más influyentes. Después de los Senumeni, en el siglo XVI, la familia más importante entre ellos era la de Bel Djelloud. Desde la segunda mitad del siglo XVII y hasta el siglo XIX la familia dominante es la de Ben Ayed.
A partir el siglo XVIII el malikí se extiende en la isla junto al ibadismo, mientras que la lengua bereber pierde terreno frente al árabe. Durante este mismo siglo ocurren incursiones de los nómadas de Ouerghemma y Accaras que provienen de la región de Djeffara, una llanura a caballo entre las actuales Túnez y Libia. En 1705 y 1706 la peste causó estragos, así como en 1809. En 1794, Yerba fue saqueada durante 58 días por un aventurero llamado Ali Burghul y posteriormente, en 1864 nuevamente atacada por los nómadas de la región de Zarzis. Este mismo año sufrieron una nueva epidemia de peste y una revuelta. En 1846, Ahmad I ibn Mustafá abolió la esclavitud en Túnez, lo que afectó a la economía de la isla porque era entonces, junto con Gabes, uno de los principales centros tunecinos en el comercio de esclavos alimentado por las caravanas venidas de los oasis de Gadamés y de Ghat. Este tráfico se desplazó desde entonces hacia Trípoli.

### Desde 1881
Yerba permanece bajo el dominio turco hasta 1881, fecha en la cual Túnez pasa a ser un protectorado francés tras un bombardeo de la isla. y su ocupación militar: 

El 28 de julio de 1881, las tropas francesas ocupan Borj El Kebir, en Houmt Souk, y se quedan allí hasta 1890, fecha en la cual la administración de la isla pasa a las autoridades civiles.

En 1956, Túnez accede a la independencia y Yerba pasa a ser una delegación dependiente de la Gobernación de Medenine. Sin embargo, como el principal adversario político del presidente Habib Bourguiba durante la lucha por la independencia, Salah Ben Youssef, era originario de Yerba, la isla es relegada durante muchos años en los planes de infraestructuras. Mientras que en el resto del país los hospitales, institutos y carreteras se construyen incluso en pequeñas localidades, Yerba debe esperar hasta los años 70 para ser dotada de estos servicios. No es una gobernación, a pesar de que regiones mucho menos pobladas lo son. Entre 1962 y 1969, debido a las condiciones económicas desfavorables generadas por una reforma estatal de las estructuras comerciales, miles de yerbenses emigran (entre 5000 y 6000 cabezas de familia) a Europa (principalmente Francia con un 80 % de ellos; la mayor parte de los cuales se instalan en el área metropolitana de París. Prácticamente la totalidad de la población activa de las localidades de Sedouikech, Guellala y Ajim emigró.
El aspecto de Yerba ha cambiado mucho desde los años 60 del pasado siglo: zona hotelera, ampliación del aeropuerto y de zonas urbanizadas (simples aldeas que se convierte en verdaderas poblaciones), ampliación de las carreteras asfaltadas e instalación de alumbrado eléctrico. Solo algunas partes del interior de la isla han quedado prácticamente intactas, lo mismo que una parte de la costa meridional.
En marzo de 1976, algunas calles de Ajim son transformadas para servir de decorado a primeros de abril del rodaje cinematográfico de la película La guerra de las galaxias, representando las calles de la ciudad de Mos Eisley, en el planeta Tatooine. A 14 km al norte, el morabito de Sidi Jemour sirvió también como decorado para Mos Eisley y el puerto espacial.
El 11 de abril de 2002, un atentado terrorista cometido contra la sinagoga de la Ghriba. Un camión cargado de explosivos estalló en las proximidades de la sinagoga: 21 personas (14 alemanes, 5 tunecinos y 2 franceses) resultaron muertos, además de numerosos heridos. El gobierno tunecino estuvo hablando de un accidente, pero los expertos sugirieron rápidamente un atentado, reivindicado enseguida por Al Qaeda. La comunidad judía de la isla contaba entonces con unas 700 personas, a pesar de que en 1946 este número se cifraba en 4300.

## Arquitectura y urbanismo

### Organización del espacio
Los habitantes de Yerba, tras haber sido sometidos a repetidos ataques provenientes del mar a lo largo de su historia, se alejaron de las costas y se dispersaron por los campos del interior de la isla. El edificio tradicional, es, en general, aislado y disperso; se estructura según una organización jerárquica del espacio basada en el menzel, término que significa casa en árabe, y describe los espacios residenciales y funcionales en los que viven las familias. Eso constituye la célula de base del hábitat unido alrededor de la mezquita.

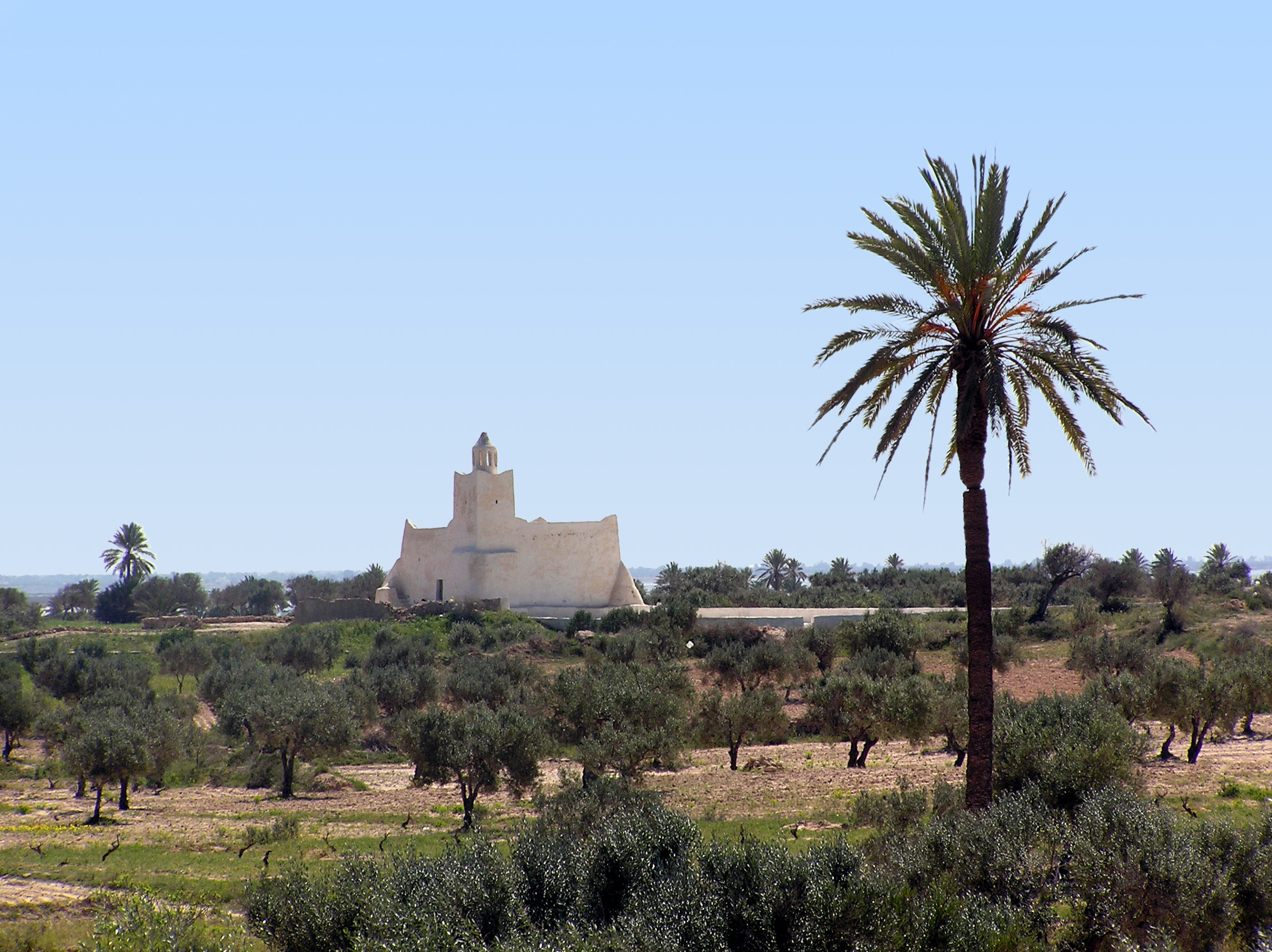
Paisaje típico del campo yerbense.

El campo yerbense destaca por su silencio, destacado por numerosos visitantes célebres, entre los cuales Simone de Beauvoir dijo que "es el entorno más silencioso del mundo".
El desarrollo del turismo en la isla en la década de 1960 ha traído un cambio en la organización tradicional del espacio, principalmente aminorando el espacio en el interior de la isla en provecho de las costas. Muchas zonas rurales fueron abandonadas: una encuesta de 1963 estima en 7000 hectáreas la superficie de tierra sin cultivar sobre un total de 39 000 hectáreas cultivables, o sea una quinta parte del potencial agrícola; los menzel abandonados o en estado de ruina son también numerosos. En efecto, los jóvenes prefieren actividades menos penosas y más lucrativas que la agricultura y la mano de obra local representa un coste que el rendimiento agrícola no justifica sino en unos pocos y raros casos(en presencia de capas de agua dulce o de baja salinidad). El centro de la isla permanece entonces marginado económicamente y alejado de las principales vías de comunicación, a pesar de que muchas carreteras fueron asfaltadas en el transcurso de la década de 1990.

### Casa tradicional: el "menzel"

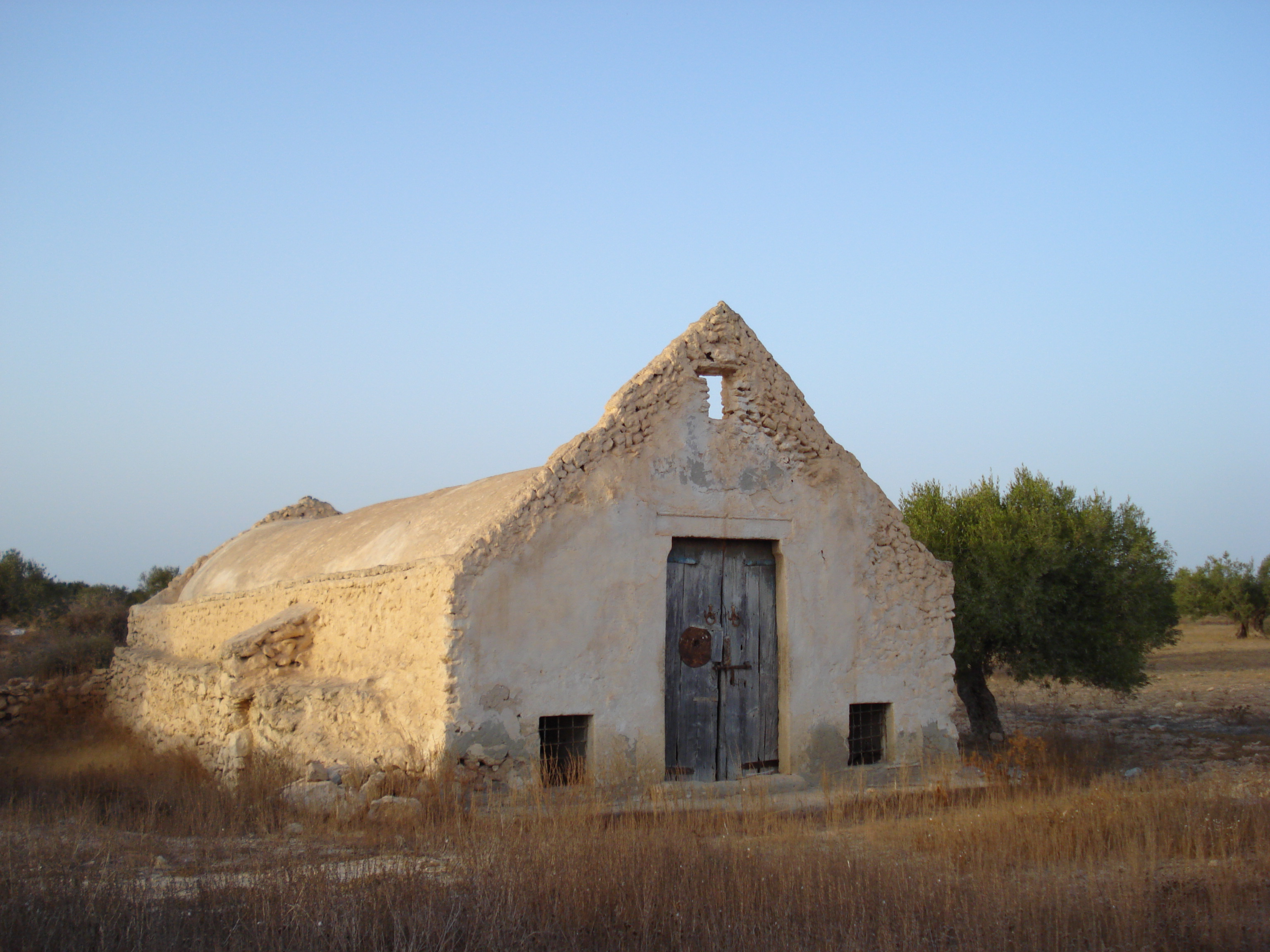
Taller de tintes.

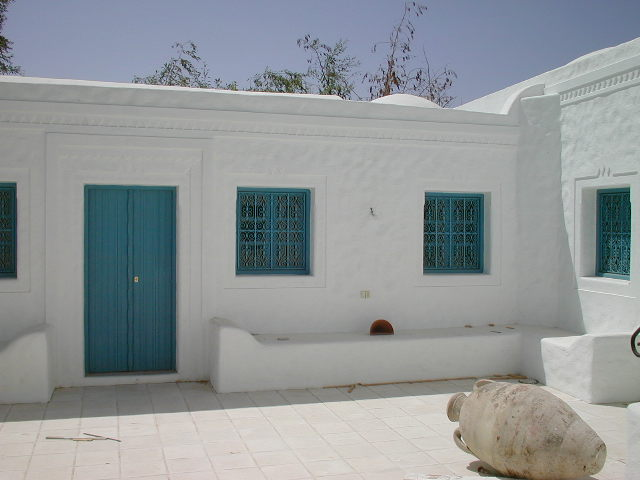
Patio interior de un houch.

El menzel está formado por una o varias habitaciones (houch) rodeadas de huertas y campos, a los que se pueden añadir talleres de teñido, graneros o el molino de aceite (a veces suberraneo y provistos de un número variable de pozos o de cisternas. Rodeado de altos caballones de tierra (tabia), está organizado según un principio defensivo. De forma general, el houch abriga tres generaciones.
Toma una forma cuadrada o rectangular y no tienen ventanas hacia el exterior, sino que abren normalmente hacia el patio interior. Alrededor del patio se articulan de dos a cuatro piezas más o menos grandes que pueden ser divididas interiormente por medio de tabiques y puertas o de simples cortinas (kella) y comprende en los sedda o doukkana (cuartos en general sobreelevadas utilizadas como dormitorio), los magsoura (habitaciones pequeñas) y los  mesthan (pequeñas habitaciones utilizadas como sala de agua, pero sin WC). Antiguamente, los muchachos que se casaban obtenían su propia pieza separada en el houch del padre.
La skifa, situada en la entrada, es la pieza que reúne a los habitantes y sirve para recibir a los vecinos y a los visitantes menos importantes. Para los visitantes ilustres, las familias pudientes disponen en general de un makhzin dhiafa independiente o adosado al houch y frecuentemente dando al exterior. Para otros elementos como la cocina y la letrina se tiene el khouss (construcción en tronco y ramas de palmera), el matbakh (cocina), el houch el bir (pozos con agua, generalmente salobre destinada para la limpieza, excepto el lavado de la ropa) y el knif o mihadh (letrina). En algunas localidades, a estas dependencias se añade una ghorfa (una única habitación con pequeñas ventanas al exterior), que sirve durante la estación cálida como dormitorio sobreelevado al que se accede por una escalera rígida y sin rampa. El uso de bóvedas y cúpulas es muy común y permite luchar contra el calor. La decoración es, en general, sencilla y austera: los colchones a menudo se colocan sobre esteras (h'sira) o sobre plataformas de mampostería (sedda o doukkana), arcones o gruesas jarras para ordenar la ropa de la casa, los marfaa (una especie de perchero), los sofra o mida, una especie de mesitas bajas para comer en las que se come sentado con las piernas cruzadas, sobre esteras o colchones bajos llamados gaada. Las reservas alimentarias eran conservadas en gruesas jarras de terracota (khabia, tass o zir) fabricadas desde tiempos inmemoriales en Guellala.· La mayoría de la vajilla yerbiense proviene también de esta misma población.

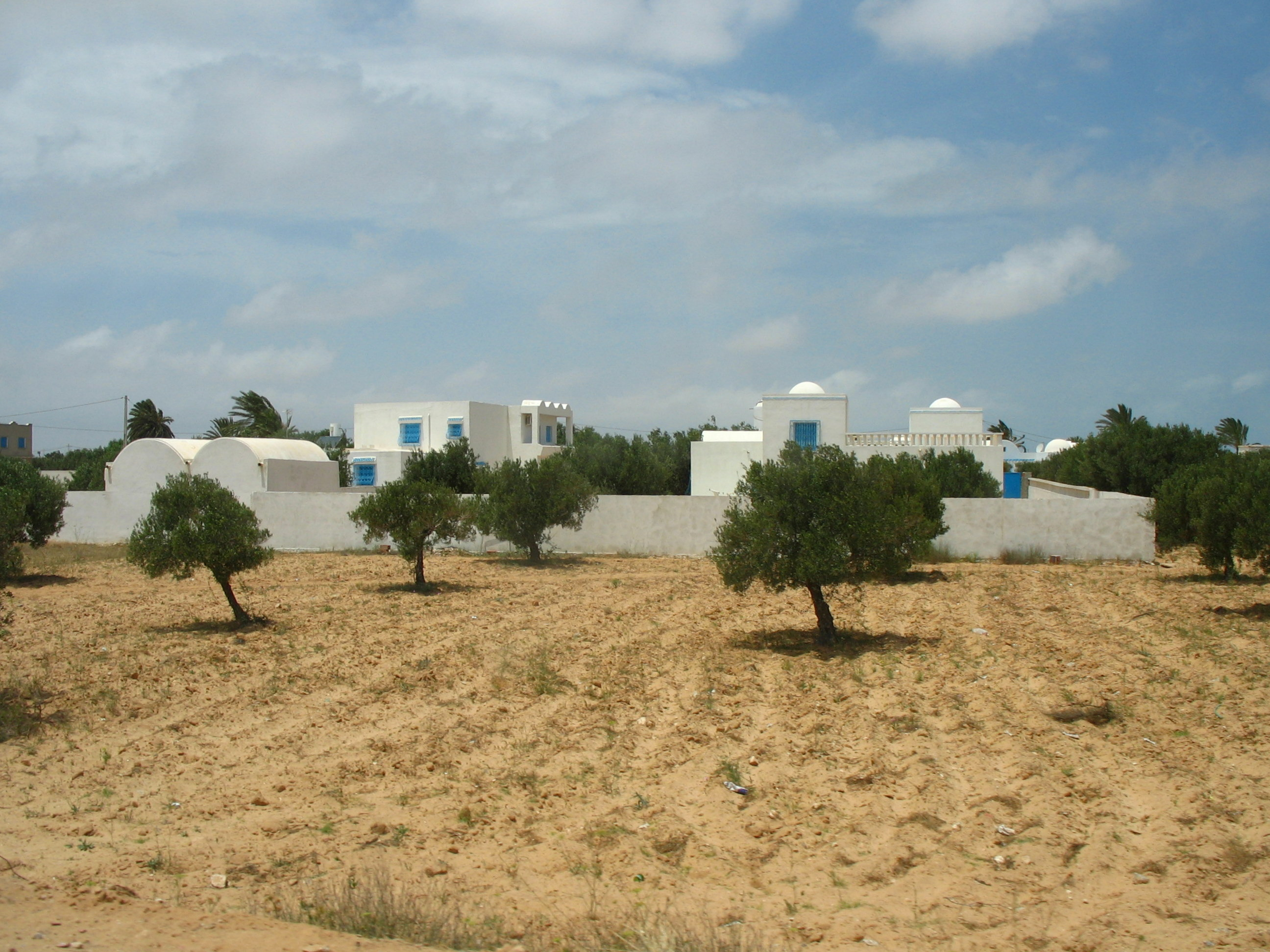
Vista exterior de un menzel tradicional.

Teniendo en cuenta la débil pluviometría (menos de 250 mm anuales) y puesto que el agua potable es un bien escaso, los yerbanos tienen la costumbre de construir cisternas que llaman feskia o fesghia (en general subterráneos, de forma rectangular o cuadrada y situados en el exterior del houch) y los majen o majel (que toman la forma de una gran jarra ensanchada construida frecuentemente en el patio interior del houch) para la recolección de las aguas de lluvia. Los majen y los feskia recibían el agua de lluvia caída en los tejados de las habitaciones, en las terrazas y patios. Todos estos espacios son encalados todos los años con cal viva antes de la estación húmeda para garantizar una cierta higiene. Este sistema de agua pluvial existía ya en Yerba en la época romana, de las cuales se han descubierto grandes cisternas en Meninx. En 1967 se estimaba que la superficie recogida mediante este sistema en Yerba era cercana a un millón de metros cuadrados.
León el Africano, citado por Salah-Eddine Tlatli da, en el siglo XVI, una descripción del hábitat y de la actividad de Yerba que es muy parecida a la existente hasta los años 60 del pasado siglo: 

Gerba es una isla cercana a tierra firme [...] guarnecida de una infinidad de viñas, dátiles, higos, aceitunas y otros frutos. En cada uno de los terrenos, se construye una vivienda, y la habita una sola familia, ciertamente se encuentran algunas aldeas pero pocas tienen muchas casas juntas. Esta región es pobre, pero con un gran trabajo se consigue regar con algunos pozos profundos...

.

### Arquitectura civil y religiosa
Los colores dominantes en la arquitectura yerbense son el blanco vivo para los muros y tejados y el azul celeste o más raramente el verde botella para las puertas y ventanas. Otros colores han empezado a aparecer tras el asentamiento de habitantes venidos del exterior de la isla (en su mayoría del sur y del oeste central de Túnez) y la construcción de casas de lujo por los emigrantes. En la isla está prohibido construir más de dos pisos por encima y por debajo del nivel del terreno, lo que permite conservar una cierta armonía.

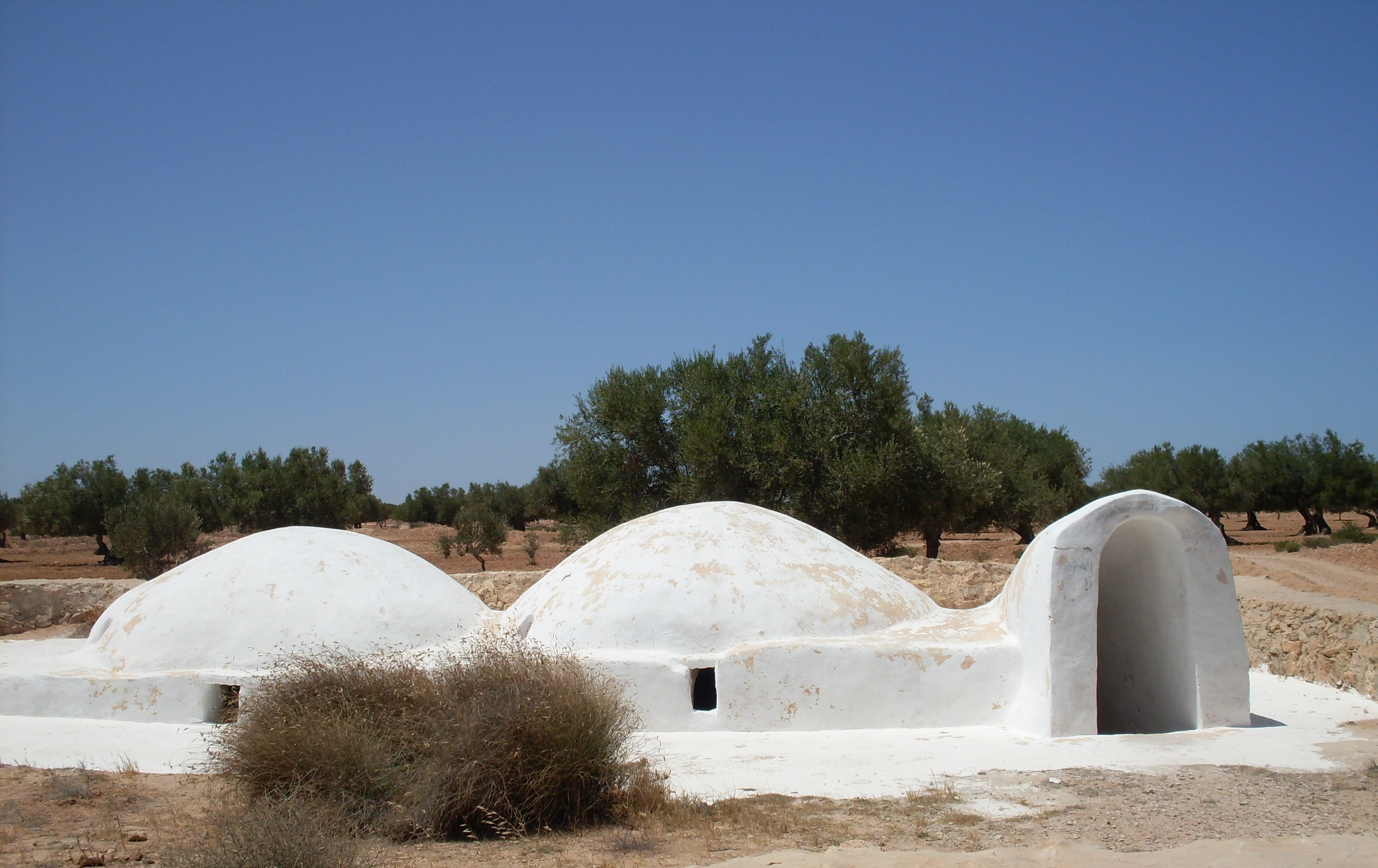
Mezquita subterránea de Sedouikech.

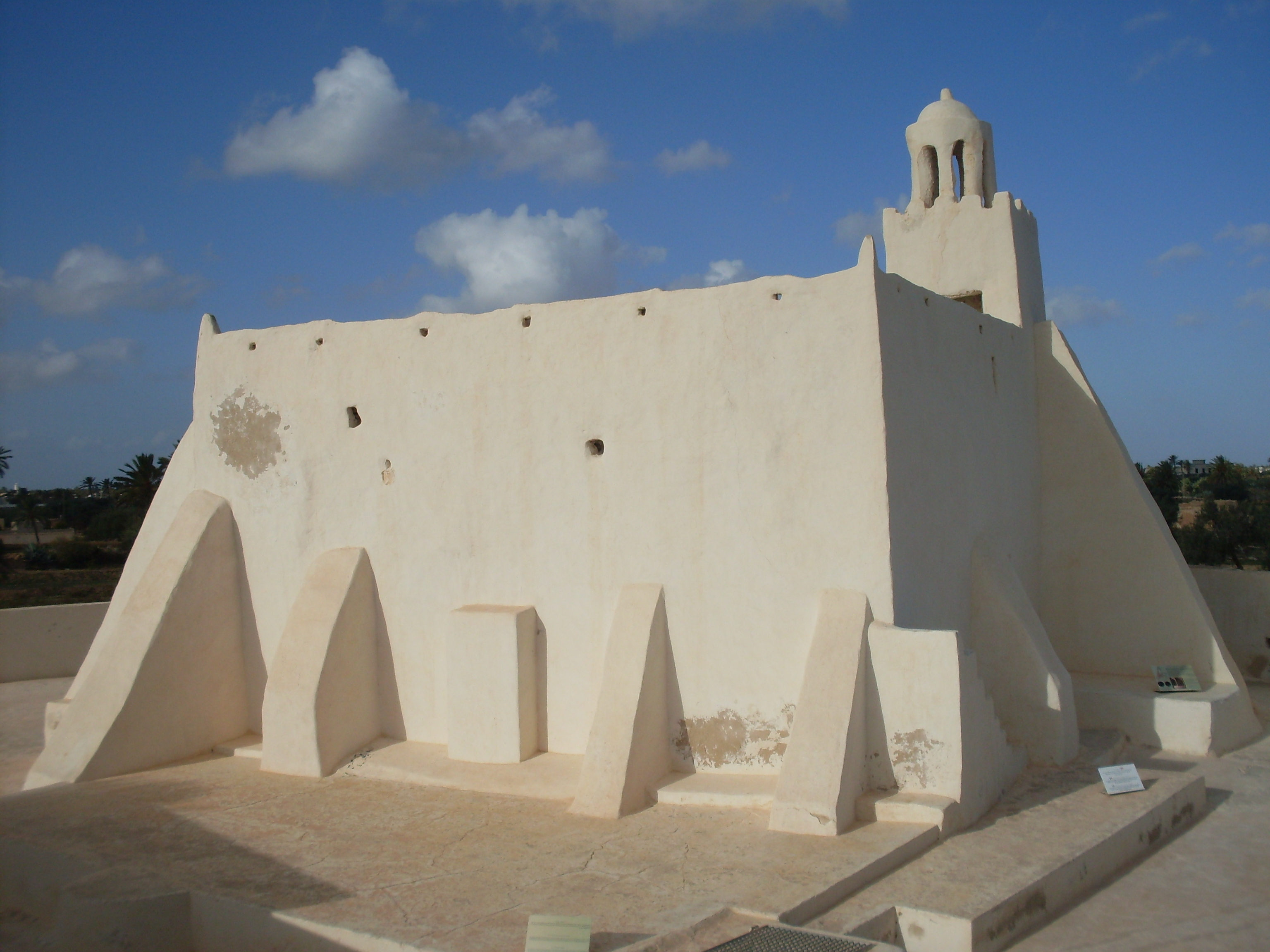
Mezquita de Jemaâ Fadhloun.

En Houmt Souk, existen numerosos caravasares en manos de particulares reunidos en el antiguo barrio maltés (entre la mezquita de los turcos, la Iglesia católica y la actual calle de Bizerta) y algunos han sido transformados en pequeños hoteles o albergues. Este tipo de edificios cristianos existe en Yerba desde el siglo XIV.
Pero la herencia arquitectónica de la isla reside ante todo en sus mezquitas de las que su gran número —más de trescientas, de las que menos de la mitad se encuentran todavía en uso— tiene por origen la dispersión de la población. Salah-Eddine Tlatli dice de ellas que 

las más modestas tienen el candor ingenuo y el encanto de un castillo de arena surgido del sueño de un niño.

Las mezquitas ibadíes tienen una arquitectura particular y no es posible acceder a al minarete sino pasando por la sala de oración. Algunas son subterráneas: a algunos kilómetros de Sedouikech, en dirección a El Kantara, se encuentra una de ellas, Jemaâ Louta, que data del siglo XII o siglo XIII y donde los ibadíes se refugiaban para practicar su culto. Rodeado de un olivar, se abre al exterior por una escalera muy empinada que conduce a la sala principal; al lado se encuentra un gran depósito igualmente subterráneo alimentado por un pozo. Otra de estas mezquitas subterráneas se encuentra en la carretera de Ajim. Al no estar utilizadas para el culto, estas mezquitas pueden se visitadas libremente.
Muchas mezquitas y zaouïas, como Sidi Zaied, Sidi Smael, Sidi Mahrez, Sidi Yati, Lalla Hadhria, Sidi Garous o Sidi Jmour, fueron construidas a lo largo de las costas de la isla. Servían como guardacostas y permitían avisar de la llegada de amigos o enemigos, piratas o corsarios, por un sistema de señales de humo destinadas a que los habitantes de la isla que se refugiarían del eventual peligro. Ciertas mezquitas estaban construidas como pequeñas fortalezas y disponían de un horno y de cisternas de agua que permitían resistir algún tiempo los ataques. Jemaâ El May, clasificado como monumento histórico, es uno de los mejores fortificados de la isla. Jemaâ Fadhloun es otro ejemplo: según Kamel Tmarzizet, 

esta mezquita fortaleza tiene una superficie total de 850 m², de la cual el patio a cielo abierto ocupa 530 m², dos entradas al este y al sur, muchas salas y dos anexos, escuela coránica, molino de grano, panadería con horno, un pozo, una cocina y muchas habitaciones, una gran sala de oración y una escalera que lleva al minarete

 y posee "importantes muros con contrafuertes masivos adosados al exterior."

### Arquitectura militar
Como herencia de la Edad Media, los fuertes que jalonan las costas de Yerba testimonian su movido pasado. Muchos de estos edificios de la época medieval fueron desmantelados.

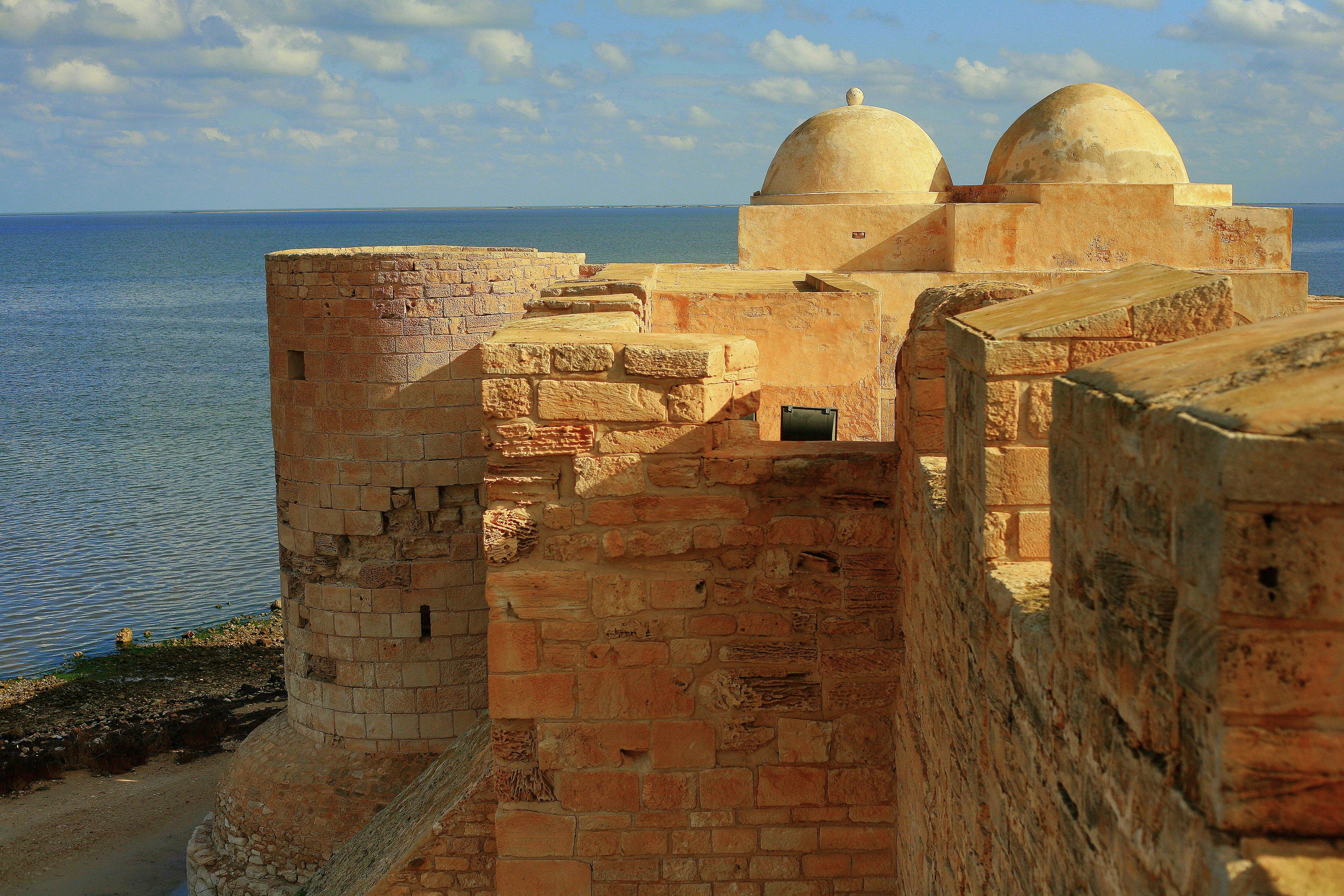
Murallas de Borj El Kebir en Houmt Souk

## Demografía
| Municipalidades                               | Población    | Habitantes (2004) |
| --------------------------------------------- | ------------ | ----------------- |
| Djerba Houmt Souk                             | Houmt Souk   | 44 555            |
| Djerba Houmt Souk                             | Erriadh      | 11 268            |
| Djerba Houmt Souk                             | Mellita      | 9069              |
| Djerba Midoun                                 | Midoun       | 30 481            |
| Djerba Midoun                                 | El Mey       | 9131              |
| Djerba Midoun                                 | Sedouikech   | 6280              |
| Djerba Midoun                                 | Beni Mâaguel | 4567              |
| Djerba Ajim                                   | Ajim         | 13 950            |
| Djerba Ajim                                   | Guellala     | 10 216            |
| Fuente : Instituto nacional de la estadística |              |                   |

Los habitantes de Yerba, los yerbenses, eran en 2004 un total de 139 517, repartidos en tres delegaciones (una unidad administrativa intermedia entre la gobernación y el sector)que corresponden a tres municipalidades con funciones muy diferentes:
- Djerba-Houmt Souk, la ciudad de Houmt Souk considerada como la capital de la isla con 44 555 habitantes y un total de 64 892 habitantes para el conjunto de la municipalidad;
- Djerba-Midoun, la ciudad de Midoun que constituye el centro más cercano a las actividades turísticas que cuenta con 30 481 habitantes (50 459 para el conjunto de la municipalidad);
- Djerba-Ajim, la ciudad de Ajim, más de espaldas a la dinámica insular, que cuenta con 13 950 habitantes (24 166 habitantes para el conjunto de la municipalidad).

Los habitantes de la isla, principalmente arabeparlantes cuentan también con una importante componente berberófona (Kutamas, Nefzas, Hawwaras, etc.). La mayor parte de la isla está ocupada por poblaciones cuyos habitantes tienen origen bereber como Mezraya, Ghizen, Tezdaine, Wersighen, Sedouikech, Ajim y Guellala donde el habla tradicional es el tamazight, también llamado aquí chelha, lengua donde las consonantes explosivas como la "T" aparecen casi en cada palabra. La tradición berberófona es mantenida sobre todo por las mujeres. En el plano religioso se distingue una pequeña y muy antigua comunidad judía "perificada en las tradiciones hebraicas más antiguas, que provienen de los exiliados de Jerusalén. Dicha comunidad se ha mantenido aislada desde hace siglos.

### Religión

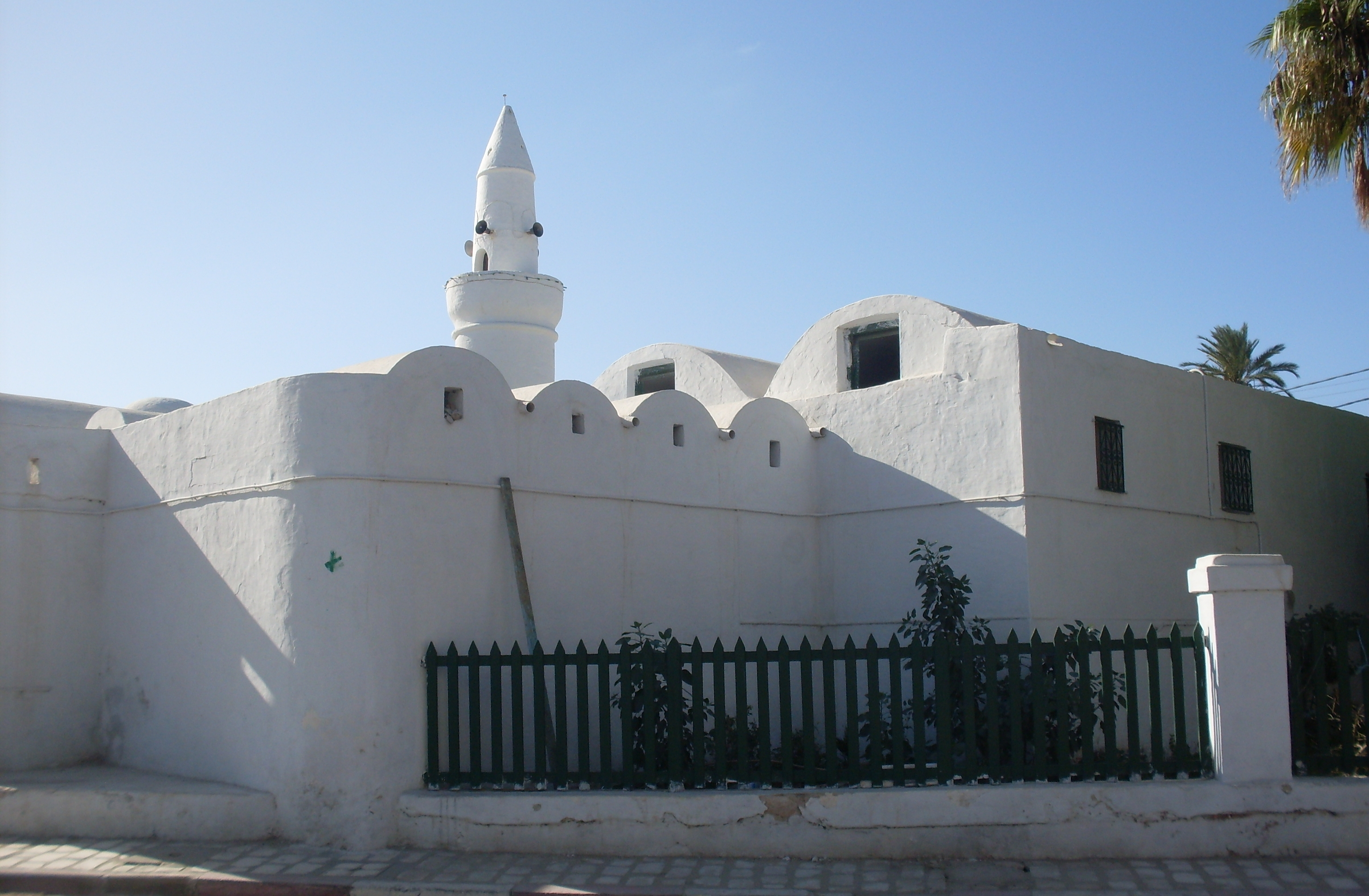
Mezquita de los turcos en Houmt Souk.

### Creencias y leyendas

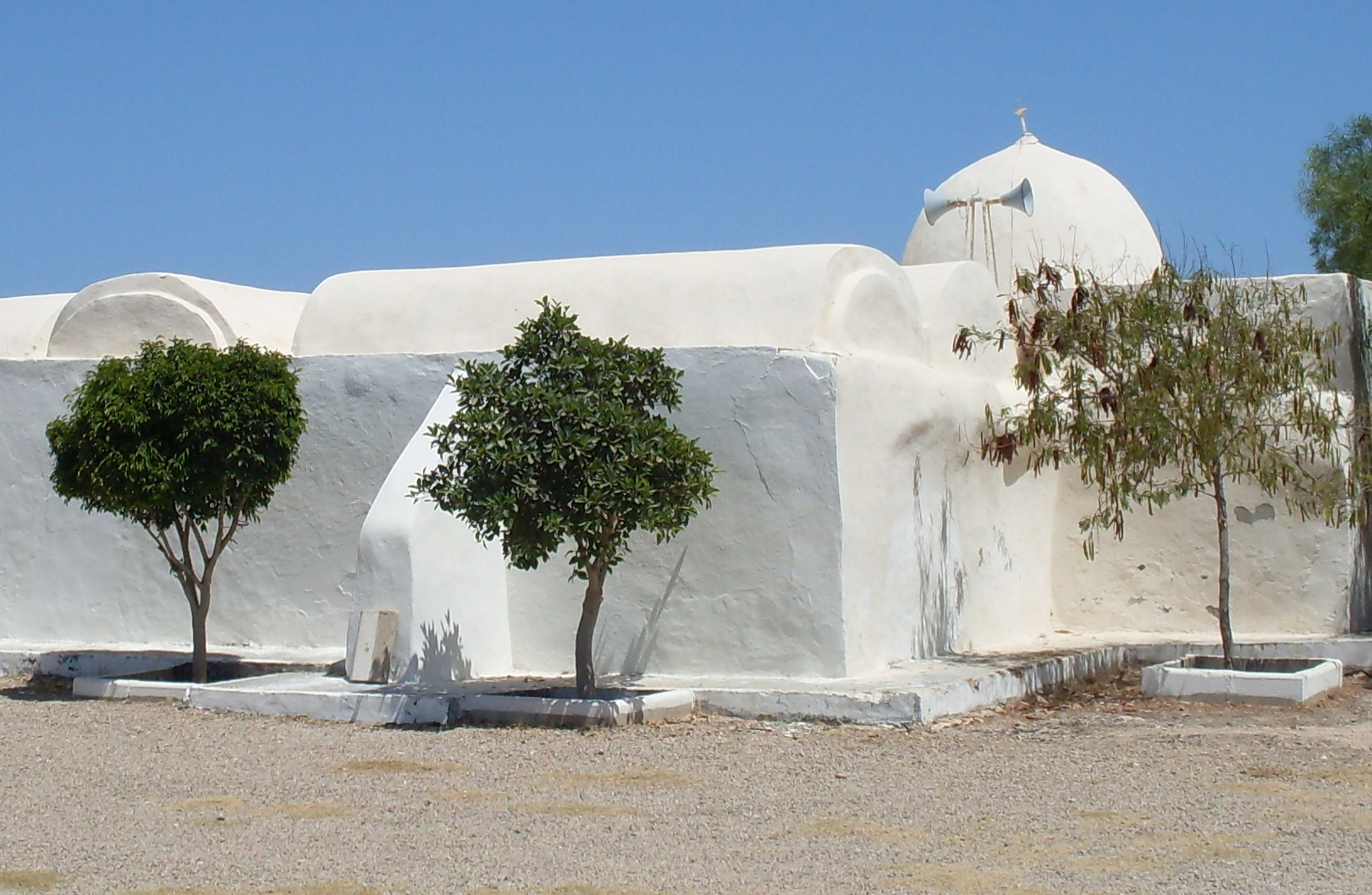
Fachada de la mezquita de Jemaâ Essatouri.

## Usos y costumbres

### Tradiciones
Yerba posee tradiciones de una gran riqueza: la multitud de joyas (hace tiempo el oficio de joyero estaba reservado en exclusividad a los judíos) y de trajes tradicionales, hasta sombreros característicos de ciertos lugares como Guellala y Sedouikech, una gastronomía que varía de un lugar a otro y las particularidades de su música (anteriormente ejecutada por músicos y cantantes en su mayoría negros) están en la imagen de la diversidad de la población de la isla, sus lenguas y sus ritos.
Muchas tradiciones rodean los días grandes del calendario musulmán, y particularmente el ramadán. Así, en algunos hogares ibaditas de Yerba la joven que ayuna por primera vez (habitualmente desde la pubertad) es recibida a cenar durante todo el mes por sus padres y amigos y recibe regalos destinados a su ajuar de matrimonio (trozos de telas, etc).
Algunas costumbres hacen intervenir personajes tradicionales, en general encarnado por yerbienses negros. El primero, el tengam, tiene por misión despertar a los habitantes durante las noches de ramadan, para la última comida antes del inicio del ayuno diario. A lo largo de toda la isla hay muchos de estos tengam que recorren los pueblos y van de casa en casa tocando su tabl y cantando goumou le s’hourkoum. El día quince de ese mismo mes, los yerbienses los esperan para ofrecerkes zlabia y f'tair (grandes bendiciones). El día de Eid al-Fitr vuelven a pasar para recibir dinero.
En cuanto al segundo, llamado boussadia, es un personaje típicametne africano que lleva una máscara y pieles de animales adornadas con pequelos espejos y cintas multicoleores. Va de casa en casa, a menudo acompañado de un niño vestido como él, para cantar y bailar al ritmo de pequeños platillos ovalados de hierro. Este espectáculo constituye una distracción por la cual las gentes le ofrecían dinero. Entre los años 1960 y 1990, el boussadia ha llegado a convertirse en una atracción más turística que popular, pero la situación está cambiando y el personaje vuelve a aparecer cada vez más delante de las casas.
Alguna tradiciones prácicamente han desaparecido, como la de los músims, varios días durante el año en los que se debía llevar una comidad de carne o pescado a las mezquitas o a los vecinos más pobres. Otras se mantienen vivas, entre las cuales la más conocida es la del matrimonios tradicional.

### Gastronomía
Antes del desarrollo turístico, los yerbenses cultivaban trigo, cebada, sorgo y lentejas que constituían las bases de su alimentación. El cuscús de cebada (malthoutha), el pescado o carne seca y conservada en aceite de oliva (dhan) y las pequeñas anchoas secas (ouzaf) son especialidades de la isla. La zammita, un plato a base de cebada tostada, de fenogreco y especias, es consumido por los yerbenses en el desayuno, o a media mañana antes de la comida principal, acompañado de legumbres crudas o en salazón (cebollas verdes, rábanos, zanahorias o pimientos) o de fruta (uvas o granadas). El sorgo se consume en pasteles, entremeses (sahlab y bouza) o bsissa.

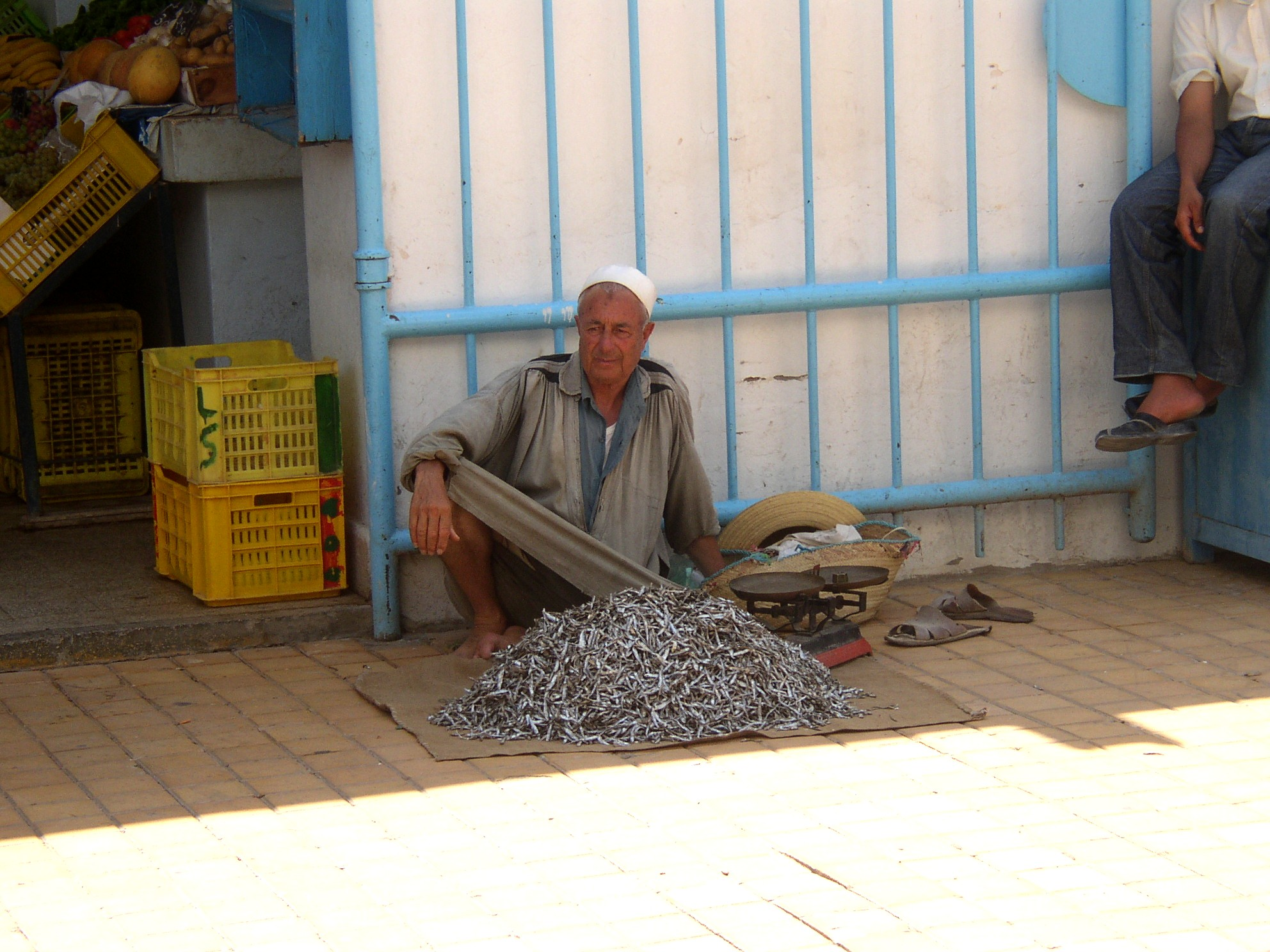
Vendedor de pescado sobre una estera.

La gastronomía yerbense más bien frugal varía sin embargo de una localidad a otra, lo mismo que la cocción al vapor. Así, para el cuscús yerbense, la sémola se cuece al vapor, lo mismo que el pescado o la carne y las verduras condimentadas de especias. Se utiliza entonces una cuscusera de barro cocido de dos piezas, típica de la isla, llamada keskess bou rouhine. El arroz yerbense se cuece también al vapor: carne, hígado y verduras son picados, condimentados y mezclados con el arroz ligeramente templado, cociendo al vapor el conjunto a continuación. Muchas de las variedades de harinas de cereales y de legumbres secas (cebada, sorgo, trigo, lentejas, garbanzos, fenugreco, etc.) condimentadas de especias y de hierbas llamadas bsissa son preparadas y conservadas para ser consumidas naturale, saladas o azucaradas con aceite de oliva, frutas o legumbres frescas, dátiles o higos secos.
Los yerbenses son también aficionados a los pescados, pulpos (frescos o secos), sepias y calamares; estos últimos rellenos de hierbas permiten preparar un plato de cuscús o de arroz. Los ouzaf constituyen un condimento más para elegir, en particular en la preparación del mchelouech bil ouzaf y del mesfouf djerbien (una variedad de cuscús poco regado de salsa, bien especiado y rico en hierbas como el yazoul o gazoul). o del s’der (sopa de sémola).
El secado de la carne es una práctica habitual en toda la isla: la carne cortada en tiras finas (kadid) es condimentada con sal y cubiertas con aceite (para alejar a las moscas), secada al sol y luego cocida en aceite de oliva (m’selli), conservado (d’hane) y utilizado para la preparación de platos típicos. La glaia, carne cocida conservada en grasa de cordero y condimentada con cúrcuma, sal y pimienta, puede también conservarse durante uno o dos meses; se acompaña de tomates, pimientos y huevos y se come con pan o una papilla espesa de harina de cebada (bazine o iche) o trigo (assida).
|                                       |
| Kammounia, salsa de carne y despojos. |

|                  |
| Kera, pan plano. |

|                                         |
| Osban, plato a base de tripas rellenas. |

|                                          |
| Mahchi, plato a base de tripas rellenas. |

La pastelería tradicional yerbense es relativamente pobre. Las bebidas típicas son el legmi (jugo de palmera que se transforma en vino de palma por medio de una fermentación muy rápida, en apenas un día) y el l’ban (leche fermentada con suero). El té verde a la menta o el té negro perfumado con hojas de una variedad de geranio (atr'cha) se bebe muy azucarado, bien después de las comidas o entre comidas.

### Música y danza
La música tradicional de Yerba se fundamenta en los instrumentos de percusión con la darbuka (pequeño instrumento utilizado por hombres y mujeres) y el tabl (gran tambor cilíndrico pesado de llevar, utilizado exclusivamente por los hombres) además de un instrumento de viento a veces llamado ghita y otras veces zoukra o zurna, utilizado solamente por los hombres. Los ritmos son generalmente lentos y melodiosos; uno de ellos, la chala, es específico de la isla. El mizwad ha sido introducido en la isla más recientemente, especialmente por los cantantes Hbib Jbali y Mahfoudh Tanish.

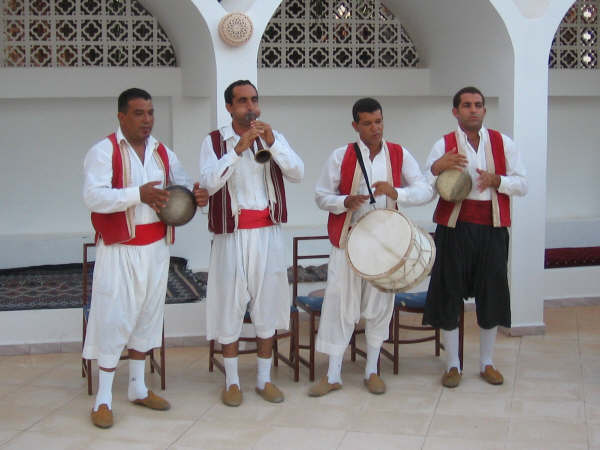
Grupo de músicos tocando (de izquierda a derecha, bendir, zurna, tabl y darbouka.

El tema ocupa un lugar importante: las canciones generalmente cuentan una historia romántica, la mayor parte de las veces triste y nostálgica; las letras son a menudo osadas, sobre todo tratándose de historias de amor. Muchas letristas son mujeres, lo que podría explicarse por el hecho de que tradicionalmente el hombre tuviera que expatriarse para comerciar, mientras que las mujeres se quedaban en la isla, lejos de su cónyuge, para ocuparse de la tierra, los niños y los ancianos.
El ritmo de la danza folclórica yerbense es diferente del de la mayor parte de danzas folclóricas tunecinas; es bastante lento y se baila generalmente con los pies apoyados en el terreno, mientras que en otros lugares de Túnez el ritmo es bastante rápido y se baila apoyándose sobre las puntas. El gougou, baile folclórico de la comunidad de origen subsahariano se encuentra en la isla desde hace muchas generaciones y que dispone de su propio patrón (Sidi Sâad), se ejecuta con bastones y acompañada de cantos y del tabl, comenzando por un ritmo lento que se acelera progresivamente para terminar con unos movimientos endiablados.

### Matrimonio
Siendo las distracciones una cosa rara, los matrimonios, celebrados sobre todo en verano, son una ocasión muy esperada, sobre todo por los malikíes para los cuales representa una ocasión para desmadrarse. Para los yerbenses de rito ibadita, los matrimonios son más austeros, a menudo sin ni siquiera bailes ni música. Hasta hace poco tiempo, los diferentes grupos étnicos y religiosos no se casaban entre ellos, aunque sus relaciones fueran afables: el matrimonio endógamo ha sido durante siglos el más común en la isla y aún se mantiene así en las zonas rurales.

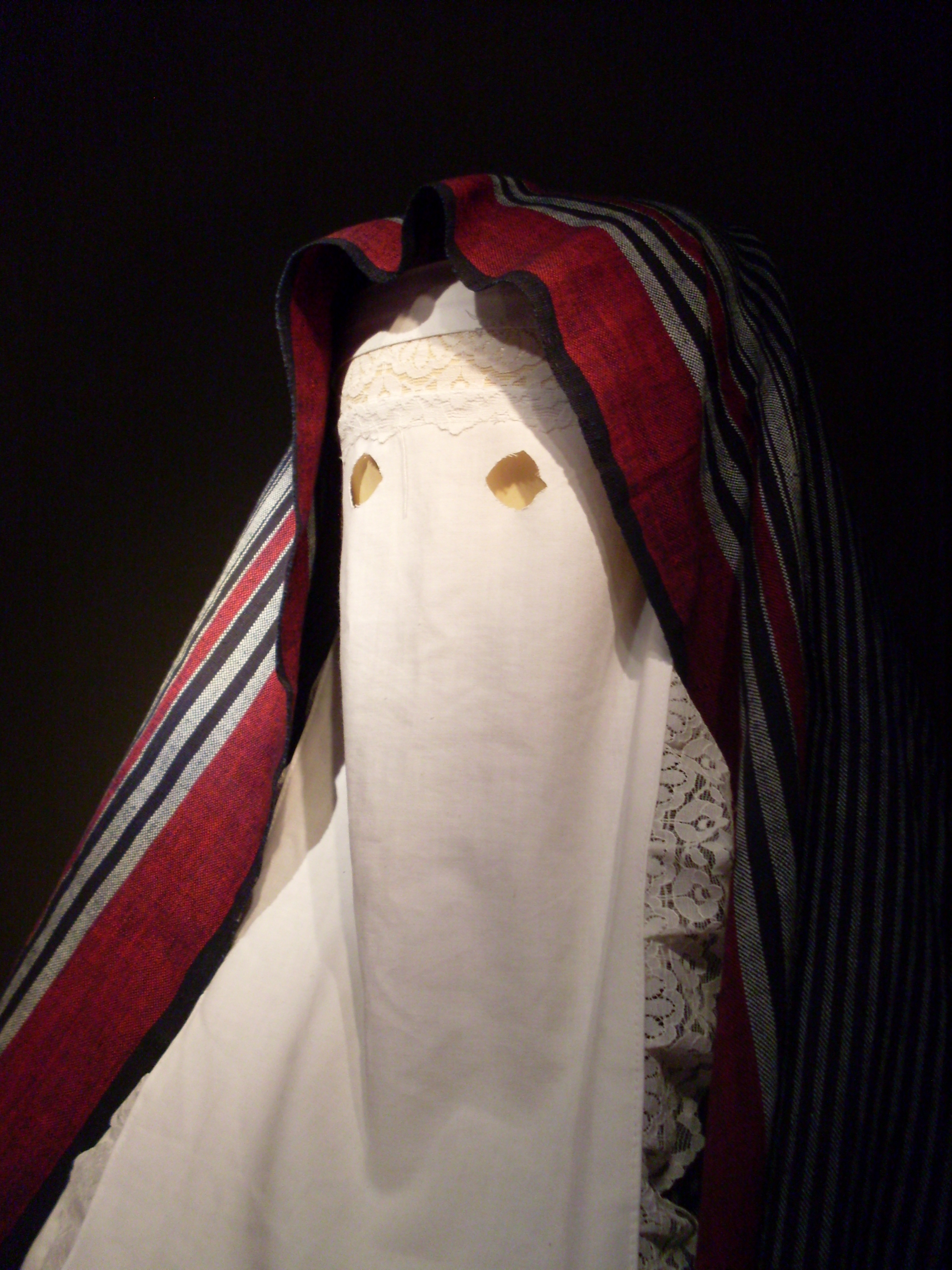
Hejba

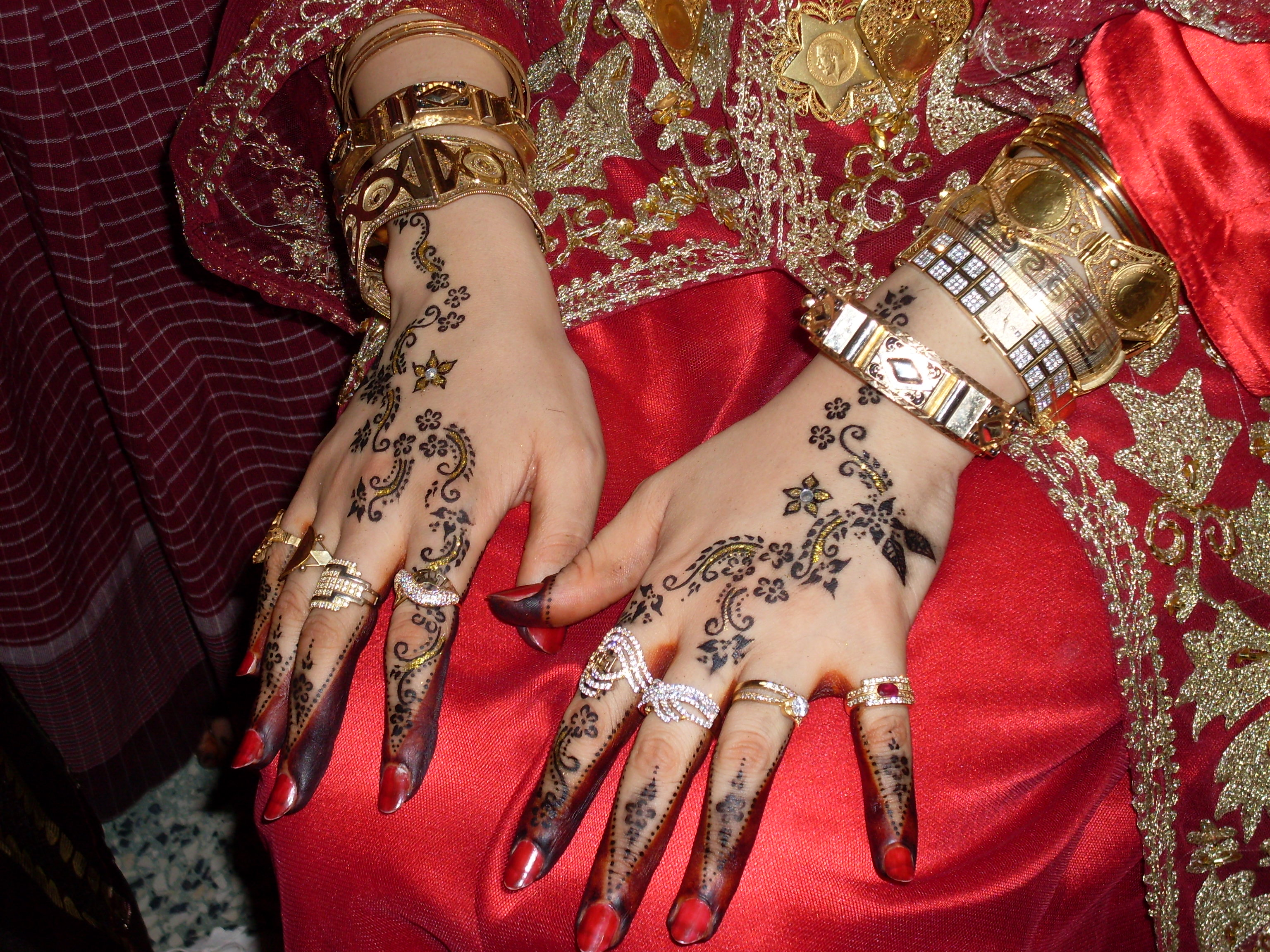
Manos de una desposada yerbense

El matrimonio tradicional dura varios días y consta de varias ceremonias. En la ciudad de Houmt Souk, la hejba es la primera de estas ceremonias: la dote es entonces enviada al padre de la novia. El pago de una dote por el futuro esposo o su familia a la de la futura esposa es una de las condiciones del matrimonio musulmán. En Oriente Medio, comprende dos partes: una pagada en el momento del matrimonio, llamada mokkadam y otra llamada moakhar, la más importante, y pagada en caso de divorcio.
Por el contrario en Túnez, el total de la dote es normalmente pagado en el momento del matrimonio; en Yerba, la dote sirve para preparar el ajuar de la desposada (ropa y toalla, mantas de lana y colchones, principalmente). La dote será más elevada si la joven es bonita y proviene de una familia importante. Después de la independencia de Túnez en 1956, se llevó a cabo una gran campaña para reducir la dote a una suma simbólica y, a principios de la década de 1960, los yerbenses se casaban con una dote simbólica de un dinar.
A partir de la hejba, la futura desposada cesa de salir de su casa durante un tiempo (de una semana a un mes, a veces más), en gran medida para protegerse del sol, ya que la piel blanca es uno de los principales criterios de belleza en Yerba. Además, se visitan muchas zaouïas, donde se encienden velas y lámpara de aceite.
Pero es durante la semana misma del matrimonio cuando las ceremonias y festividades se multiplican. Las familias de los futuros esposos organizan festividades separadas y no es hasta los albores del séptimo día que las familias se encuentran para festejar juntos el último día, tradicionalmente un viernes. Las ceremonias para las mujeres son animadas por músicos y, en general, los hombres no tienen acceso. Sin embargo, las mujeres, mayoritariamente cubiertas por el velo, pueden acceder a las veladas musicales organizadas por los hombres. Además de los músicos locales, principalmente de raza negra, los yerbenses hacen llamar a los de las islas Querquenes, donde el folclore es similar al suyo, y a veces a los de la ciudad de Ghomrassen, llamados toualeb. Los invitados aportad como regalo huevos frescos y dinero a las madres de los futuros esposos. Se toma buena nota de los regalos ofrecidos —a los que se llama hourem o haouram— para que al menos se corresponda similarmente en un futuro.
Ese día, el novio invita a los parientes y amigos masculinos que tendrán el derecho de reunirse con su esposa en el futuro. Estos besan la mano de la novia y le ofrecen dinero.

### Relaciones con el medio ambiente

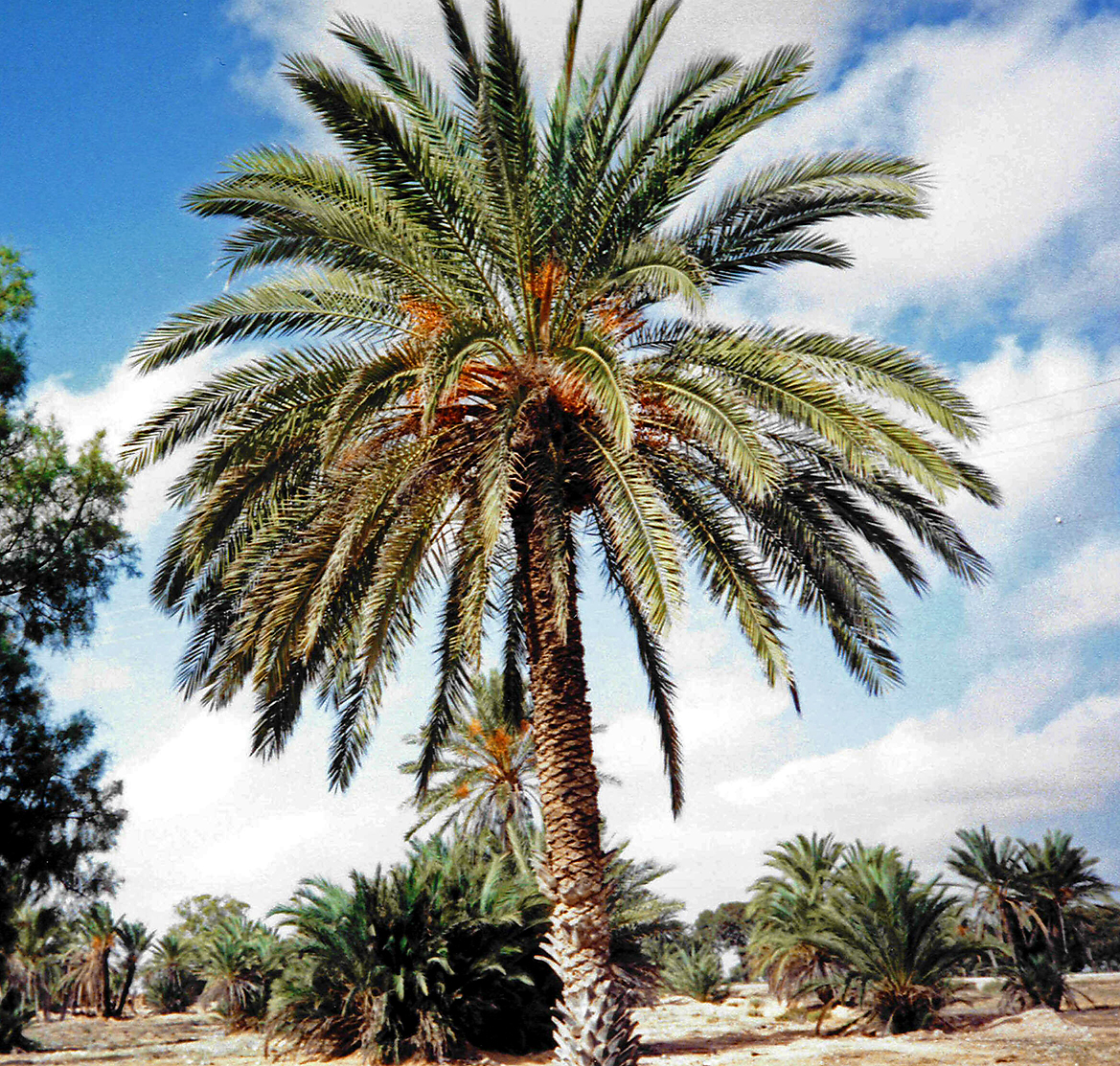
Palmera datilera antes de la recolección.

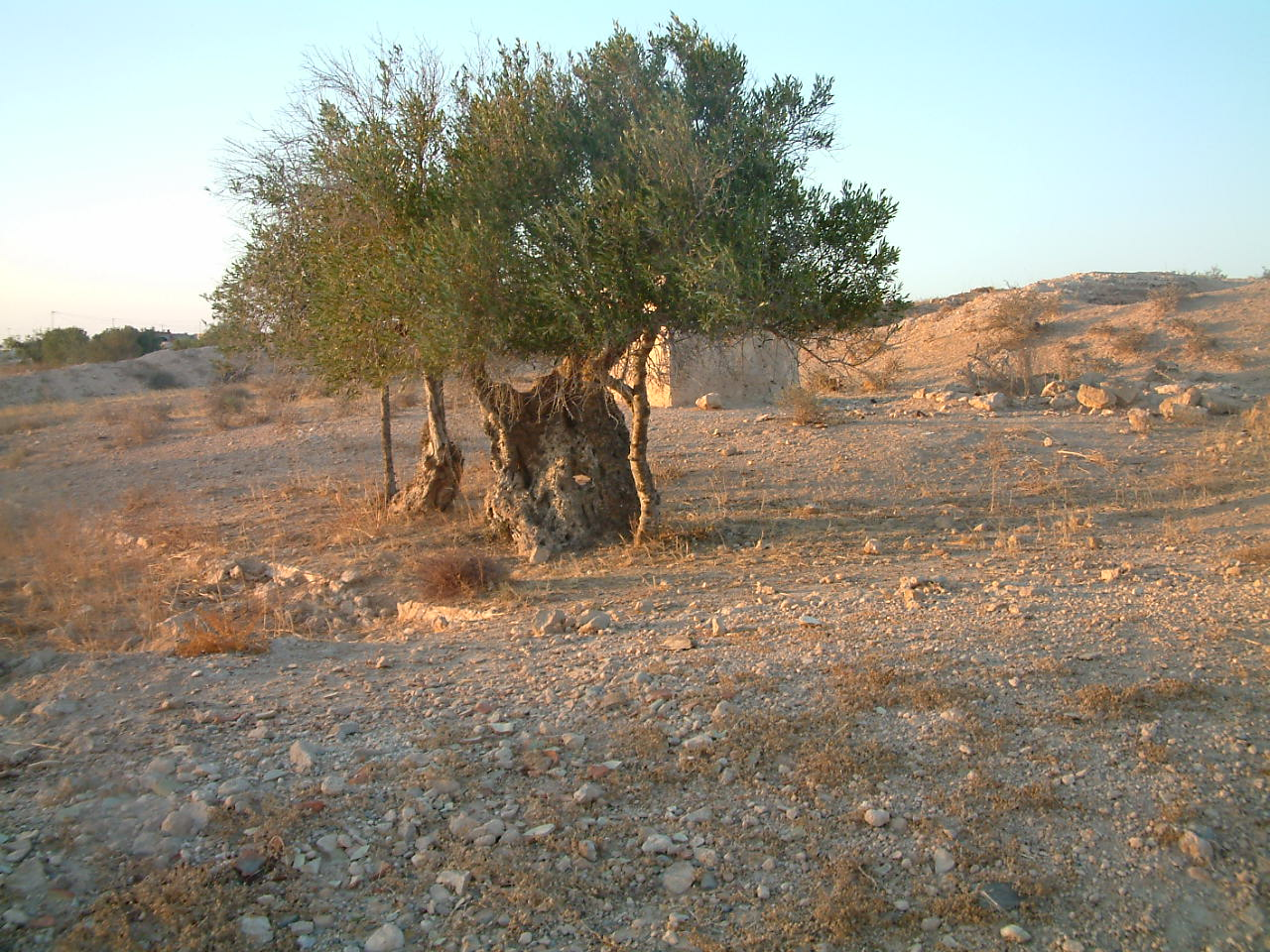
Viejo olivo aislado.

Los habitantes de Yerba, hasta el desarrollo del turismo y el revitalizamiento que sufre actualmente la isla, han tenido intercambios específicos con su medioambiente.
Los cientos de millares de palmeras de la isla representan un elemento muy importante para la población que utiliza todas las partes de la planta:· las hojas de las palmeras palmeras, las palmas, se emplean en cestería y para las barreras de las pesquerías fijas. Su parte superior sirve también de escoba. La parte dura de las palmas verdes se utiliza para fabricar un juego de mesa llamado sigue y para la confección de brochetas para las barbacoas. También se emplea por los pescadores para la confección de las nasas. Una vez secas, las palmas sirven de combustible: la parte superior, que arde rápidamente, es utilizada para empezar el fuego y la parte cercana al tronco, como madera de combustión. La palma entera formaba parte de la construcción de corrales para los animales (z'riba), de cabañas que servían a veces como alojamiento a los más pobres o como abrigo en las cocinas y baños exteriores, e incluso para los khoss, lugar donde los habitantes se reunían. Actualmente se emplean para fabricar parasoles para las playas.
El tronco de la palmera cortado por la mitad longitudinalmente (sannour) se utiliza para la estructura del menzel y constituye la mayor parte de las vigas de las antiguas viviendas y de los talleres de tejido. También era utilizada para la fabricación de ciertos instrumentos de las antiguas prensas de aceite. Los racimos, una vez quitada la fruta, se utilizan como escobas para los suelos arenosos y los alrededores del menzel. También se utilizan por los pescadores en la fabricación de cuerdas y para poner el pescado que se vende en una subasta. El corazón de palma, llamado jammar, es un postre y la savia (legmi) es una bebida que se toma fresca por la mañana o fermentada, como vino de palma.
Los dátiles, de los que la isla produce muchas variedades, se consumen frescos o secos. También se hacen confituras, mazapán y para hacer pasteles, como los makroud. Constituyen un elemento fundamental en la dieta de los lugareños. Los habitantes de confesión judía los utilizan además para la fabricación de una bebida alcohólica llamada boukha (que también se hace a partir de higos). Sus huesos se aplastan y se utilizan como alimento para sus camellos. El conjunto de todas estas utilizaciones explica el nombre que los bereberes de Yerba dan a la palmera: taghalett, que significa "la valiosa".
El lugar que ocupa el olivo, conocido desde la antigüedad en Yerba, no es menor y los ritos (berboura) alrededor de él son todavía célebres durante las ceremonias del matrimonio y de la circuncisión. Lo mismo que para la palmera, los yerbenses hacen un uso generalizado de todas las partes del árbol: el fruto para la extracción del aceite de oliva que se utiliza en la alimentación, en cosmética (en particular para el cuidado del cabello) y en la farmacología tradicional.
En las visitas de los yerbenses a las zaouïas, frecuentemente se realizan ofrendas de aceite de oliva, que se emplean en la iluminación (mosbah, lámparas de aceite) y como iniciador en el fuego (f'tilat zit, literalmente mecha). Los aceites usados se utilizan para confeccionar jabón artesanal. Las aceitunas también son conservadas para el uso alimentario —entre los procedimientos utilizados están el secado, la salazón y la salmuera— y los huesos machacados utilizados en la alimentación del ganado, así como otros restos de los olivos triturados: Las hojas de los olivos y de otros árboles frutales son secadas y sirven para alimentar al ganado, en particular las cabras y los corderos. También tienen un uso medicinal (en tisana contra la diabetes). Las ramas secas se utilizan como combustible y los troncos para confeccionar objetos en madera de olivo.
La cebada constituía la base de la alimentación de la isla bajo diversas formas: zammita (polvo de cebada aromatizado), malthoutha (cuscús de cebada), kesra (galletas de cebada), bazine (un budín), h'sou (sopa de harina), d’chicha, pan, crêpes y pasteles de cebada se consumen en la isla desde tiempos inmemoriales. La paja se utiliza para la alimentación del ganado, excepcionalmente mezclado con grano, por ejemplo para engordar el cordero de la fiesta de Eid al-Adha. El granado es también un recurso vegetal familiar a los habitantes de Yerba, que utilizan el fruto en su totalidad, incluyendo la cáscara que se emplea en el curtido de las pieles. Las hojas se emplean para la alimentación del ganado y las ramas como combustible.
Los yerbenses no tiran casi nada: las pieles y cáscaras de los higos chumbos, melones, sandías, calabazas, así como las hojas de las verduras (zanahorias o rábanos) se cortan en trozos pequeños y se utilizan para la alimentación del ganado. Las semillas no consumidas por los seres humanos (son muy aficionados a las pipas de calabaza y girasol) también alimentan a los animales. La rosas, algunos geranios (atr'cha) y la flor del naranjo (azahar) son destilados y utilizados en la cocina, especialmente en postres, así como en cosmética y farmacología tradicional. Las cáscaras de naranja son secadas, molidas y utilizadas para dar sabor al café y a los pasteles.
Los pocos desechos no aprovechados tras este reciclado sistemático de los residuos del hogar se depositaban en un gran hoyo cavado en el terreno en un extremo del campo o huerta, el cual era cubierto de arena una vez lleno.
Para la alimentación de sus animales, los yerbenses recogían hierba en primavera y la conservaban seca para su uso cuando faltase y se trataban todos los restos difíciles de consumir por los animales. Todas las ramas secas y los excrementos de los camellos, eran sistemáticamente recogidos, conservados y utilizados como combustible. Los restos de lino y la ropa usada eran cortadas en sentido longitudinal y utilizados para la fabricación de esteras los viejos se redujeron en el largo y se utiliza para la fabricación de esteras (klim ch'laleg). Las cáscaras de almendra servían para fabricar un tinte tradicional para el cabello (mardouma). Los restos de papel (periódicos, viejos cuadernos, etc.) se vendían al peso. La limpieza de la vajilla se hacía con el agua de los pozos (en general salobre) y arena, arcilla o una hierba grasa que crece espontáneamente llamada gassoul. El cobre se limpiaba con ceniza y la piel de los limones exprimidos. El agua de fregar los cacharros servía posteriormente para el riego de los granados y otras plantas que soportan la salinidad en el agua. El caolín y la arcilla verde (disponibles en Guellala) eran utilizados en cosmética (limpieza del cabello y mascarillas para cara y cuerpo), así como otros productos naturales como el fenogreco, la miel, la harina de garbanzos, la clara y la yema del huevo, el aceite de almendras, etc.
Hasta los años 70 del pasado siglo, estaba prohibido introducir botellas de plástico en la isla y el uso de las bolsas de este material era raro. Los yerbenses iban al mercado con sus cestas si iban andando y con sus zembil si iban a lomos de asnos o mulos. Con el turismo, fueron autorizadas las botellas de plástico y el uso de las bolsas y embalajes de plásticos se generalizó, sin hablar de los botes de conserva metálicos; se ha vuelto habitual ver los bordes de las carreteras y los campos llenos de este tipo de desechos. La estructura misma del hábitat está cambiando: se asiste a la transformación de Midoun en una verdadera ciudad y al nacimiento de otras aglomeraciones como Ouled Amor, que contaba con apenas algunas casas hasta la década de 1980, y Sidi Zaïd, donde no había prácticamente construcciones salvo la zaouïa. Las viviendas y los locales comerciales comenzaron a crecer a lo largo de las costas que no estaban pobladas sino de palmeras, cactus, agaves, aloes e higueras de chumbo. Igualmente están cambiando la composición de la población, el vestido, el lenguaje y las costumbres.

## Instituciones y actos culturales

### Museos

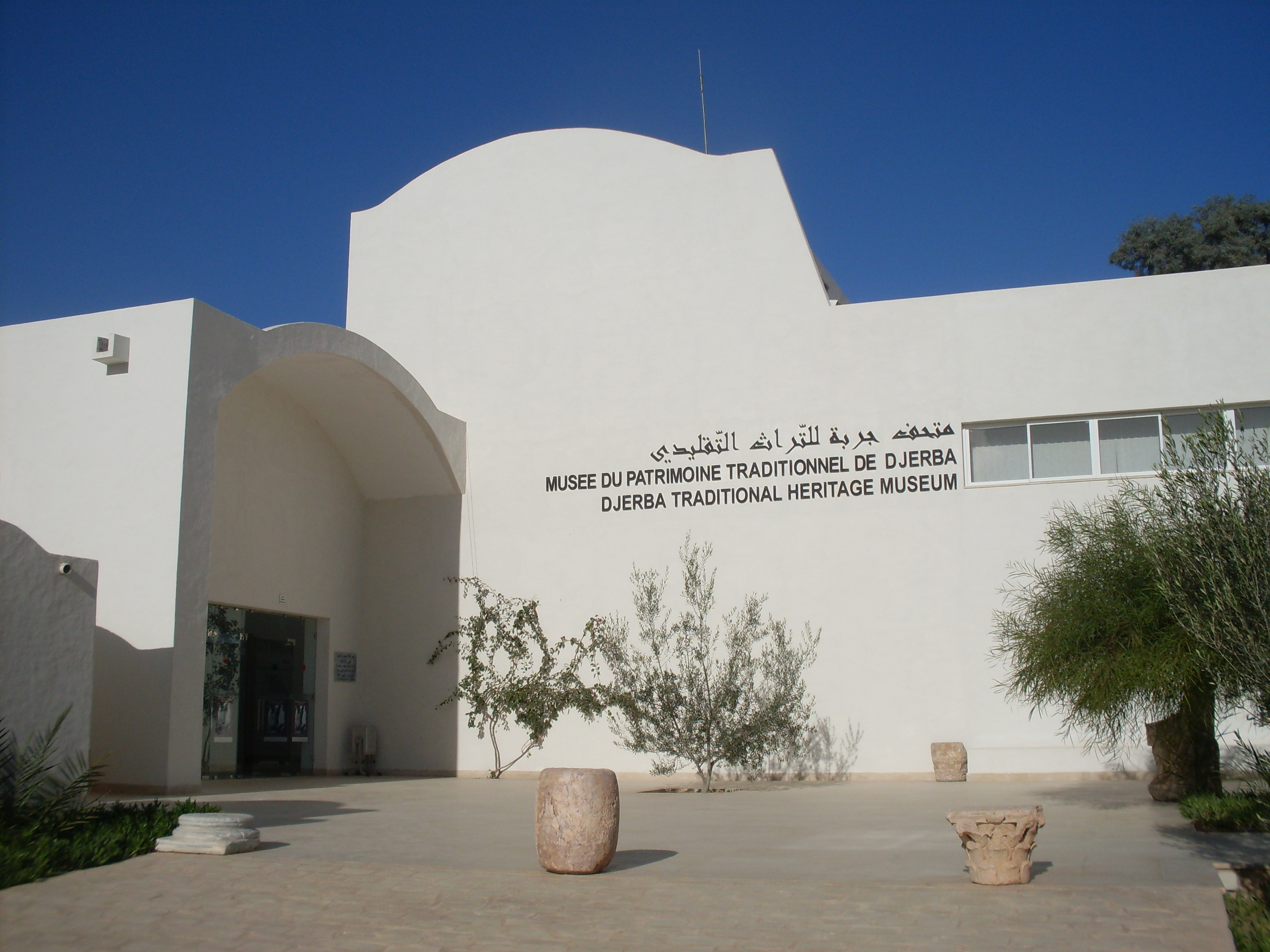
Entrada del Museo del patrimonio tradicional de Yerba.

El museo de artes y tradiciones populares de Houmt Souk fue fundado a finales de los años 70 del pasado siglo en la antigua zaouïa de Sidi Zitouni., un santuario de estilo morisco construido en el siglo XVIII según instrucciones del caíd de la isla Ben Ayed. Alberga el cenotafio del jeque Abou Baker Ezzitouni, un sabio teólogo sunita. Este museo permite descubrir las riquezas folclóricas de la isla: trajes de diversos grupos sociales, joyas fabricadas por los artesanos judíos, ejemplares del Corán o utensilios de cocina. El 17 de diciembre de 2008 el museo reabrió sus puertas tras los trabajos de ampliación y acondicionamiento en un conjunto que comprende, además de la zaouïa restaurada, un nuevo edificio de 2.000 m² recreando la arquitectura tradicional de la isla.

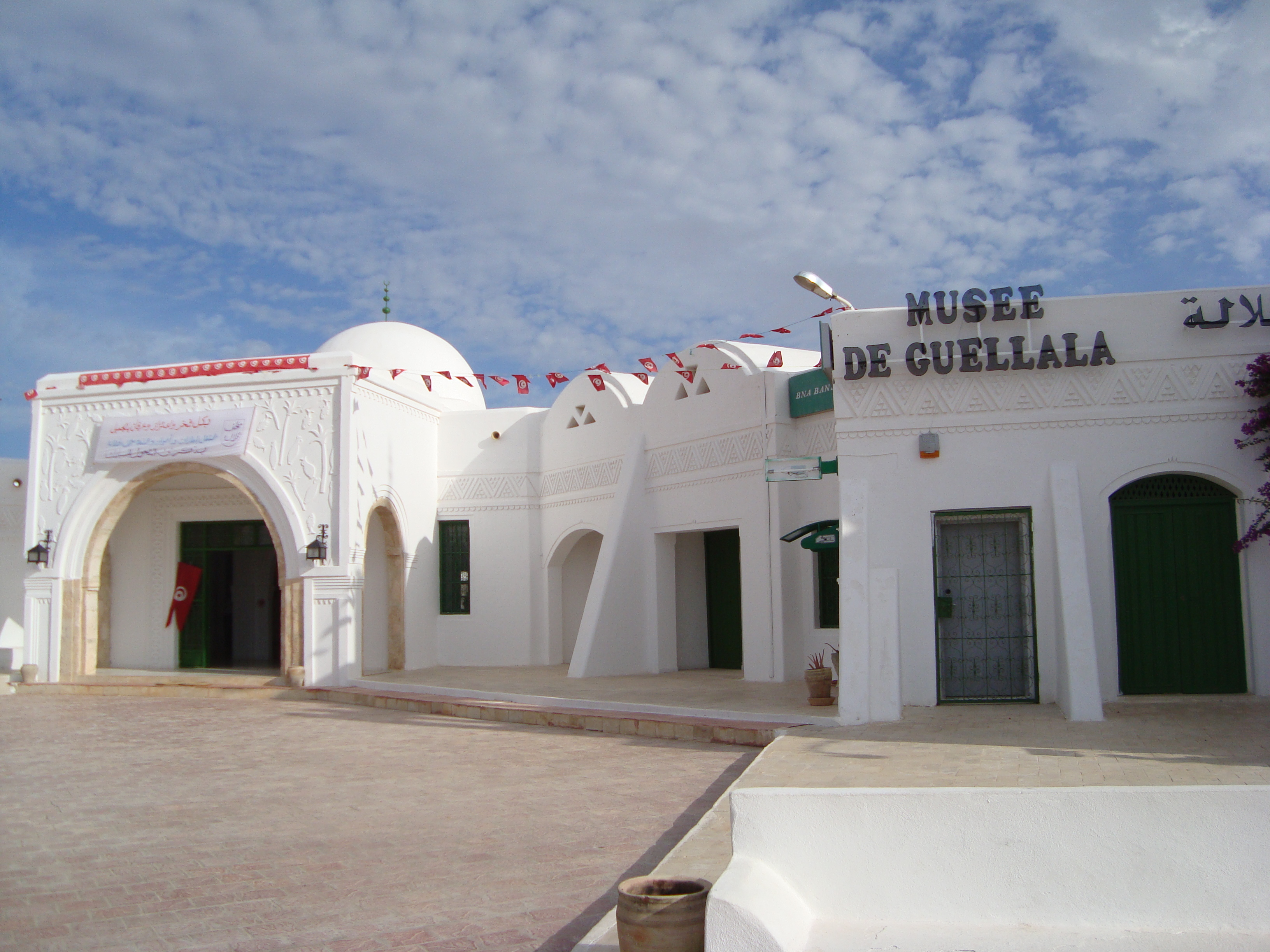
Museo de Guellala.

El museo de Guellala, abierto desde 2001, expone también colecciones sobre el patrimonio yerbano. Con más de 4.000 metros cuadrados para exposiciones, ofrece una serie de pabellones independientes que desarrollan cada uno un tema (fiestas, tradiciones y trajes, artesanía, mitos y leyendas, música tradicional, mosaicos o caligrafía árabe). Recibe alrededor de 100.000 visitantes al año, de los que el 30% son tunecinos.
La mezquita Fadhloun, situada en las proximidades de la carretera que une Houmt Souk con Midoun y cuya fundación se remontaría al sioglo XI, ha sido transformada en un museo que permite descubrir como las mezquitas han servido de refugio a los habitantes durante los ataques y los sitios, permitiéndoles defenderse y asegurar su supervivencia.
Próximo al faro de Taguermess, se encuentra un parque de atracciones que se extiende sobre 12 hectáreas, el Djerba Explore. Contiene un pueblo tradicional yerbano reconstruido y el Museo Lella Hadhria, que presenta una panorámica del arte tunecino y del mundo islámico, un circuito de patrimonio yerbano y la mayor granja de cocodrilos de la cuenca mediterránea.

### Festivales y acontecimientos
Yerba organiza muchos festivales a lo largo del año, los cuales tienen como objetivo principal hacer descubrir las múltiples facetas de la cultura yerbana.
El Festival internacional Djerba Ulysse (julio-agosto) invita a músicos y grupos de teatro y organiza paralelamente actividades de animación para dar a conocer y revalorizar el patrimonio local. Con el mismo objetivo, el "Festival de la alfarería" de Guellala propone un programa cultural que permite descubrir las creaciones de los alfareros de esta ciudad.
El Festival de música de las islas del mundo y del cine insular acoge grupos musicales y cantantes llegados de las diversas islas del mundo, así como proyecciones de documentales de carácter insular. El comité cultural de Houmt Souk y la casa de la cultura Férid-Ghazi organizan el "Festival Farhat-Yamoun" de teatro y artes escénicas
El Festival de inmersión y vela tradicional, que se celebra cada verano en la villa de Ajim, es un evento a la vez cultural y deportivo que hace descubrir el método de inmersión de los pescadores de esponjas y organiza carreras de falucas y otras competiciones náuticas.
También son dignos de mención el Festival de cine histórico y mitológico (julio-agosto), la regata de windsurf de septiembre y el Festival de marionetas de noviembre.

## Economía

### Turismo

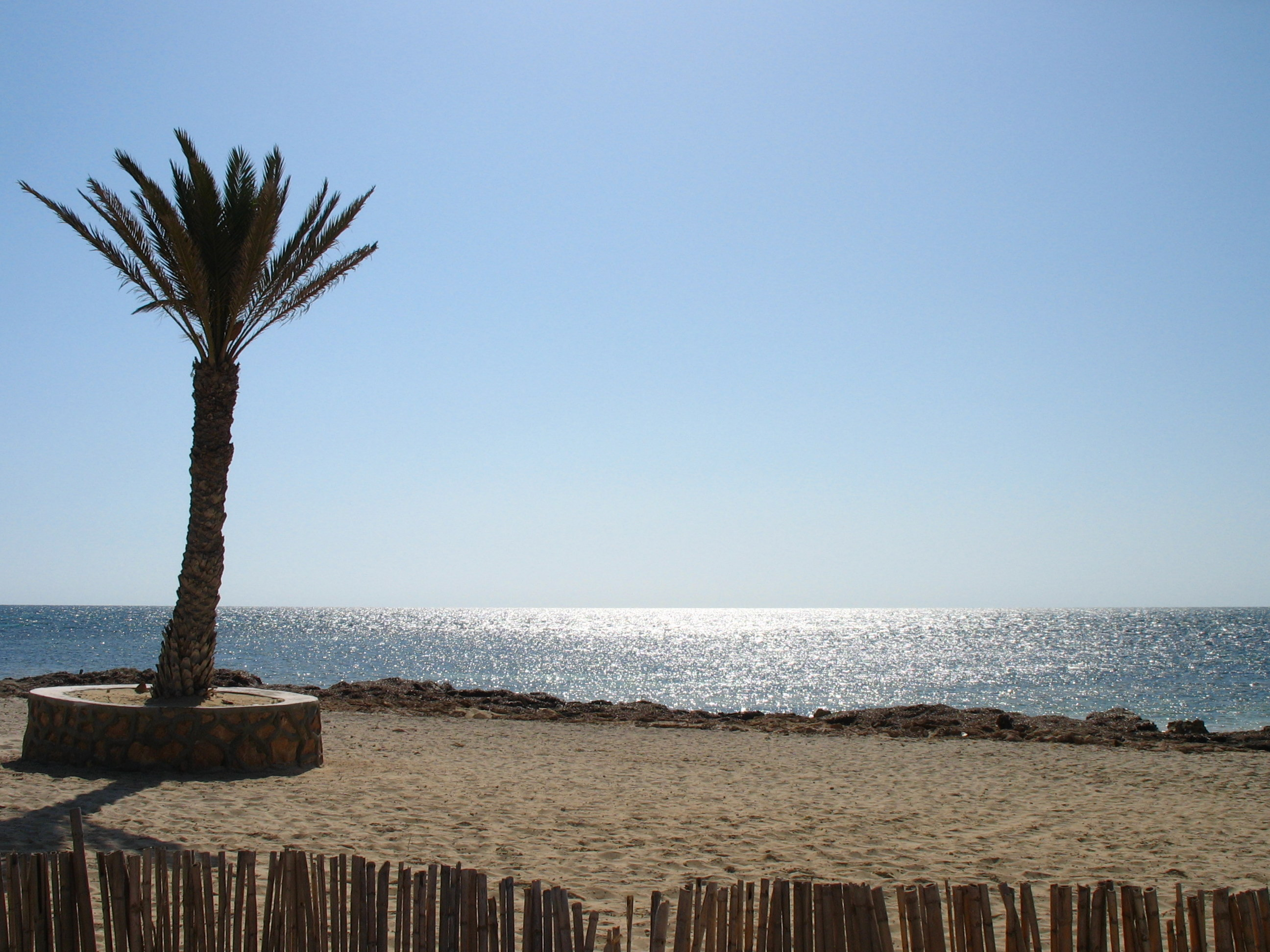
Playa de un hotel yerbano.

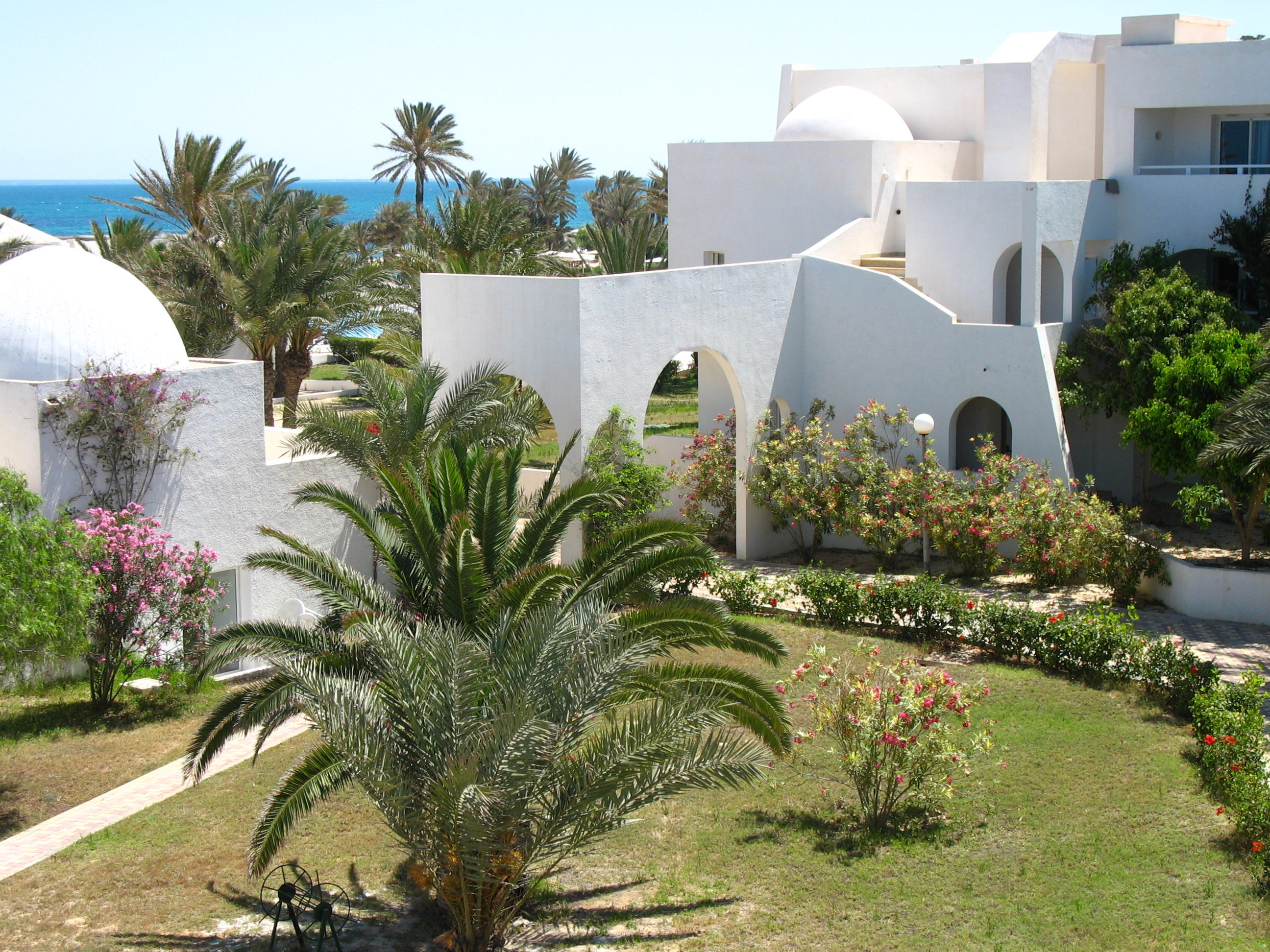
Un hotel de Yerba.

Yerba dispone de una veintena de kilómetros de playas arenosas situadas sobre todo en el extremo oriental de la isla, lo que llevó a Gustave Flaubert a denominarla «la isla de las arenas de oro». Las más bellas se encuentran al nordeste(Sidi Hacchani, Sidi Mahrez y Sidi Bakkour), al este (entre Sidi Garrous y Aghir), al sur (cerca de Guellala) y al oeste (Sidi Jmour). Hasta principios de los años 50 del pasado siglo, no eran muy frecuentadas. Tan solo durante las visitas (ziara) que los habitantes hacían a los morabitos. Es tras la llegada a la isla de la empresa Club Méditerranée en 1954 y el desarrollo del turismo en la década de 1960 (con la construcción del primer hotel importante en 1961), cuando empiezan a ser más frecuentadas. El estado tunecino es entonces el principal impulsor tanto con sus inversiones como por las ventajas fiscales y financieras concedidas a los establecimientos turísticos construidos principalmente en la costa oriental de la isla.
Hacia 1975, la actividad turística toma proporciones insospechadas en un principio y, en la década de 1980, el turismo consigue ser la principal actividad económica de la isla. Los espacios permiten la construcción de grandes establecimientos hoteleros en los cuales la tasa de ocupación media alcanzó el 68% en 1999, situando a Yerba en segunda posición entre los lugares turísticos tunecinos.
En 2005, la zona turística se extendía sobre más de 20 kilómetros entre Aghir, al sur, y Houmt Souk, al norte. Sin embargo, un gran número de plazas hoteleras no es utilizada más que en verano y los precios demasiado bajos inducidos por la competencia no permiten un buen mantenimiento, por lo que el parque hotelero se encuentra envejecido, lo que hace que la clientela empiece a escoger otros destinos. Para mantener y desarrollar la actividad, los agentes locales intentan diversificar la oferta creando actividades nuevas: campo de golf, casino, museos, talasoterapia e incluso parques de atracciones. Entre las actividades disponibles figuran los deportes (tenis y otros deportes), las actividades náuticas (esquí acuático, motos acuáticas, parasailing o paracaídas ascensional, pedalos ...). Una bolera también ha abierto sus puertas no lejos del campo de golf. Además se encuentra en construcción un puerto deportivo que permitirá a los barcos de placer atracar sin dificultades.
En 2009, el parque hotelero ofrecía 49.147 camas con nueve millones de pernoctaciones, repartidos en 135 hoteles (contra loss 48 existentes en 1987);) la tasa de fidelidad de los clientes (aquellos que se alojan más de una vez) se acerca al 45%. El sector emplea cerca de 76.000 personas, tres veces más que en 1987, de los cualese el número de empleos directos es de unos 15.000, a menudo trabajos estacionales.
La apertura al tráfico civil del aeropuerto internacional y de infraestructuras viales· contribuyeron a hacer de Yerba un centro turístico importante, generador del crecimiento económico para la región.

### Agricultura
La economía de la isla reposa también en la agricultura y su clima permite el cultivo de numerosos olivos, de los cuales las familias de agricultores recogen sus frutos en otoño, granados, palmera datilera, higos, manzanos, almendros, nopales de frutos espinosos, que bordean las carreteras y campos, viñas, legumbres y ciertos cereales. Los ingresos de las palmeras y olivos representan por sí mismo el 64% del total de la producción agrícola. En 1963 se censaron 497.000 olivos (mientras que en 1929 solo eran 394.500) y también 52.000 acebuches (olivos silvestres).' que, debido a la moda, comienzan a ser arrancados para trasplantarlos fuera de la isla; no obstante, todavía pueden encontrarse olivos milenarios en Yerba.
En el seno del menzel, la familia tiene en general uno o dos perros guardianes y varios gatos que se encargan de proteger los graneros de los ratones, algunos pollos, para obtener huevos y carne, y algunas cabras y corderos para la leche, suero, queso, carne, lana y pieles. También suelen poseer un asno o un mulo y un camello para realizar el trabajo de la tierra: arado, riego y transporte de bienes y personas.

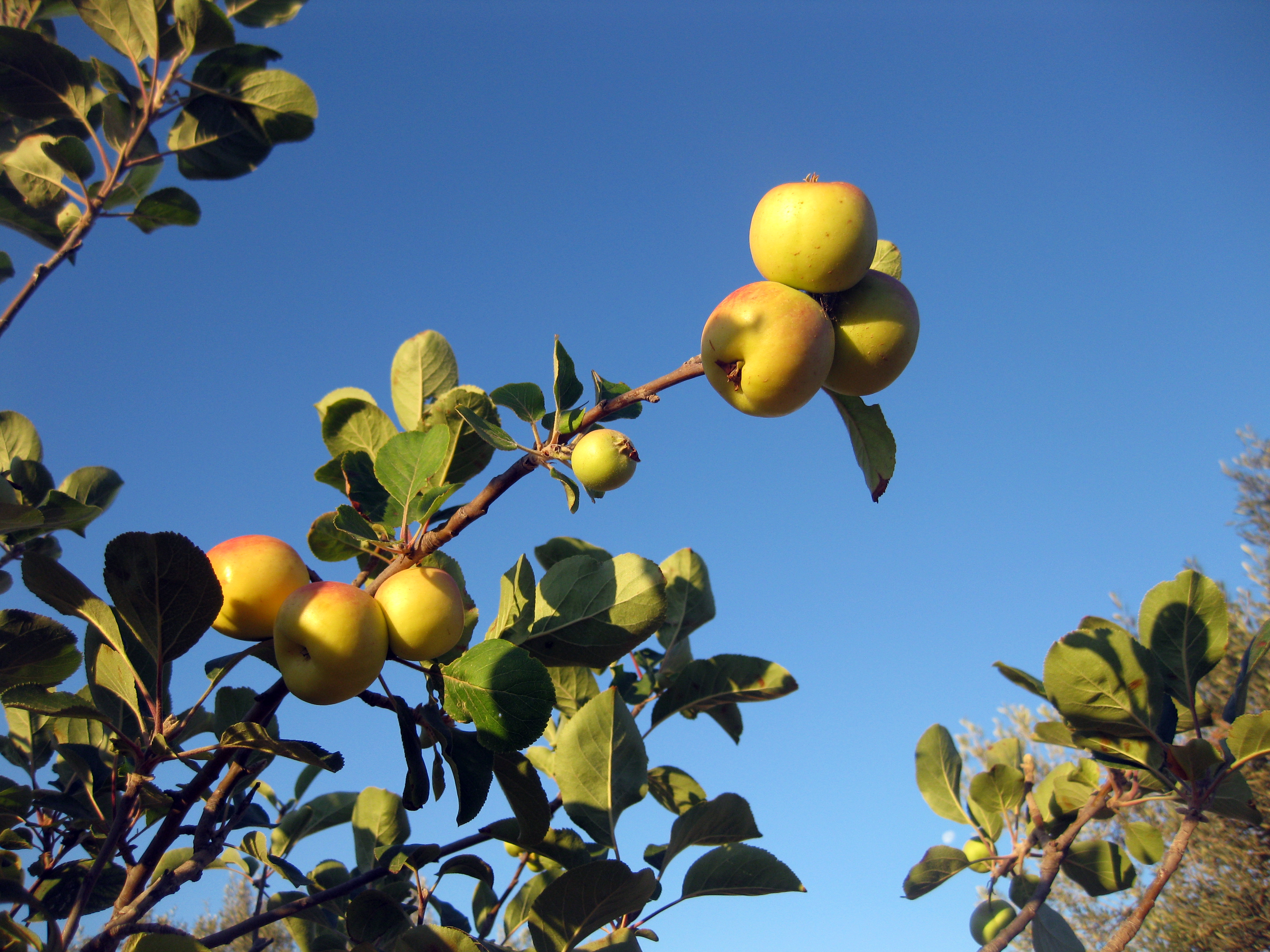
Manzano de Mezraya, conocido por su fuerte aroma.

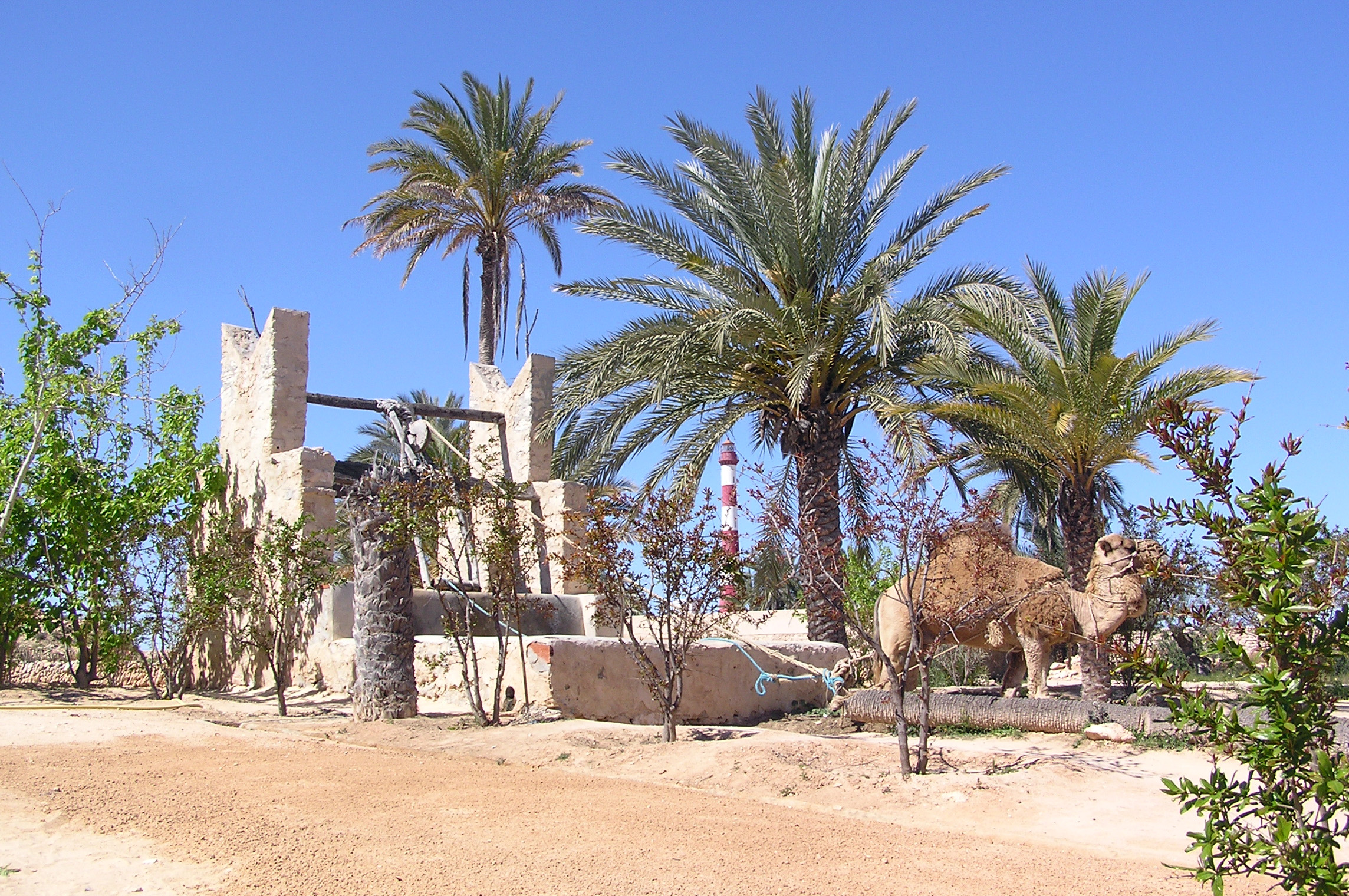
Pozo accionado por un dromedario.

Si tienen los medios necesarios, el yerbano posee una senia, una huerta de regadío de árboles frutales y vallado que, en general, no incluye vivienda. Lo más común es que posean un jnan, una huerta no regada, un campo de legumbres y un campo para producir sus propios cereales (trigo en las zonas de agua dulce y cebada, avena y lentejas en el resto de la isla). Otro tipo de esplotación agrícola es la frawa, plantada de olivos. Antes de la década de 1960, los yervanos vivían a menudo de su cosecha y no compraban en el mercado sino lo mínimo necesario: sal, azúcar, te y café, algunas especies y pocos artículos más.
El riego tradicional se realiza por medio de acequias: el agua se vierte en un gran recipiente por medio de un odre de cuero denominado delou que extrae el agua de los pozos por medio de una cuerda a menudo tirada por un camello, en el que el recorrido del animal corresponde a la profundidad del pozo; el campo se encuentra dividido en pequeños cuadros (jadouel) delimitados por caballones formados en el terreno; abriendo o cerrando pequeñas puertas en los distintos cuadros es como se deja pasar el agua de la acequia a cada uno de los cuadros. Una vez el jadouel está lleno de agua, se cierra la abertura y el agua se dirige al siguiente.
Las aguas subterráneas son a menudo salobres lo que no permite sino al algunos cultivos (cebada, sorgo y lentejas) y la fertilidad de los campos depende tanto de la ardua labor del propietario y su familia como de la calidad (nivel de salinidad) del agua de riego. Los campos suelen estar delimitados exteriormente por altos caballones de tierra denominados tabia, en los que crecen los cactus o las higueras de pala, a veces de agaves o aloes. Su misión es guarda el menzel de las miradas, pero sobre todo proteger el interior de la erosión del viento.
Hacia 1940, en Yerba se contaban 520.000 palmeras, 375.000 olivos, 160.000 árboles frutales diversos y 650.000 pies de viña. No esistían verdaderas zonas de pasto y la ganadería era bastante escasa. En 1938, el 31% de la población vivía de la agricultura. Dicho porcentaje cayó al 25% en 1956 y posteriormente al 17% en 1962. Esa proporción es aún menor en nuestros días. La agricultura bajo plástico y el riego por goteo, así como la ganadería de vacas lecheras (unas 500 en 1998) son hechos relativamente recientes.)

### Pesca

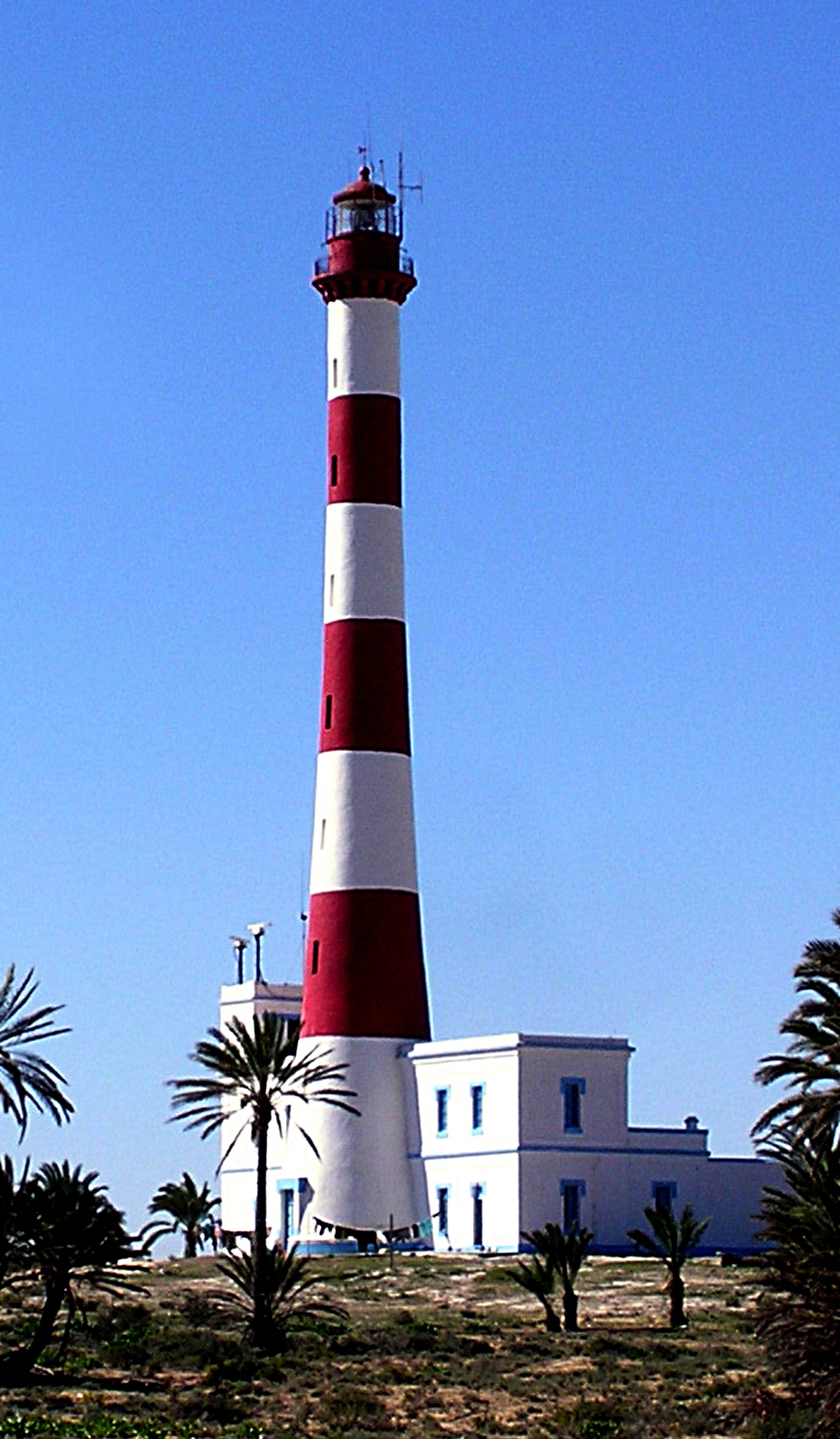
Faro de Taguermess.

Yerba cuenta con mucho puertos pesqueros de los que Houmt Souk, Ajim (en el pasado famosa por la pesca de esponjas, actividad iniciada por los pescadores griegos de esponjas se establecieron en la isla hacia 1890, provenientes de la isla griega de Kalymos), Aghir, Lella Hadhria y El Kantara. La pesca yerbana (básicamente lisas y pesca de pulpos por medio de ánforas o vasijas) se aprovecha de aguas que están entre las más ricas de todo el mar Mediterráneo.
Tradicionalmente, las mujeres de Yerba podían practicar la agricultura y la artesanía, pero contrariamente a las de las islas Querquenes, no participaban jamás en la pesca que es una especialidad de los ibadíes de algunas poblaciones, desde Ajim hasta Sedouikech. Un método bastante singular denominado  zriba o charfia (literalmente, pesca fija), es muy practicado y es frecuente ver al norte y al oeste de la isla setos o cercados de hoja de palma hundidos en el fango de los altos fondos para parar a los peces y dirigirlos hacia las redes. En 1938, alrededor de 1300 hombres (un poco más del 10% de la población adulta másculina) vivía de la pesca utilizando alrededor de 600 barcas y 130 pesquerías fijas. En 1964, estas cantidades se habían reducido pasando a 507 barcas y 85 pesquerías para un total de 1.274 pescadores, mientras que en 1998, para una quincena de pesquerías fijas el número de pescadores era de 2.470 personas, o sea, una reducción sensible respecto a la población activa, si se considera el crecimiento demográfico que ha habido durante ese periodo. Respecto a la venta de pescado ha pasado de 4.378 toneladas en 1981 a alrededor de 3.000 en 1993. Las embarcacione más frecuentemente utilizadas son los loudes, con blancas velas griegas utilizados para la pesca de pescados, y los kamakis, con vela latina de color rojo anaranjado, reservados a los pescadores de esponjas. Sin embargo, los arrastreros han hecho recientemente su aparición en las aguas poco profundas.
Para asegurar la seguridad de los barcos, muchos faros se elevan a lo largo de las costas de Yerba, de los cuales el más alto de la isla (y de África del Norte es una torre de 54 metros construida sobre una formación rocosa de 20 metros de altura. Situada en Taguermess, en la costa noreste de la isla, da a una sabcha alimentada por agua de mar durante la marea alta. Construido haca 1885, posee una señalización marítima visible desde 32 millas náuticas.
Un segundo faro, el primero instalado en Yerba, es el de Borj Jilij, en la punta noroeste de la isla, no lejos del aeropuerto; se inauguró a finales del siglo XVI en un antiguo fuerte denominado por los españoles Torre de Valgarnera. Un tercer faro se encuentra en Aghir en la costa sudeste. Además existen muchos otros, entre ellos los de los puertos de Ajim y Houmt Souk.

### Artesanía
La artesanía, en particular el trabajo de la lana, desde el lavado al cardado pasando por el hilado y tejido, ha jugado un papel principal en la vida económica y social de la isla desde hace muchas generaciones y constituye una fuente de ingresos importante para los habitantes locales de ambos sexos. La arquitectura de los talleres de tejeduría es típica de Yerba: semienterrados para conservar la humedad y una cierta temperatura, se distinguen por su frontón triangular. En 1.873 había 428 tejedurías y 2.524 tejedores, número que desciende hasta alrededor de 1.600 en 1.955 y hasta 1.299 en 1.963. Esto incluye las lavanderas, cardadoras e hiladoras de lana (en principio, mujeres) y los teñodores, en los que la actividad en la isla se remonta a la época púnica. El traje yerbiano llamado farracha o farrachia era célebre y muy buscado. La actividad de tejido de houlís (traje tradicional femenino) en algodón, seda natural o lanaé, así como otras vestimentas tradicionales (kadroun, k'baia, kachabia, wazras y burnous) también juega un papel muy importante en la economía de la isla.

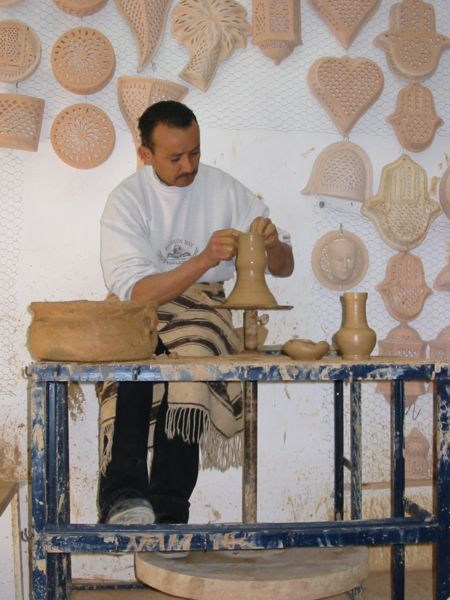
Alfarero de Guellala en su trabajo.

La cerámica de Gellala se remonta al menos a la época romana. Sus producciones son principalmente utilitarias, pero también se hacen elementos decorativos. Los alfareros de Yerba no tienen en la actualidad el derecho a utilizar el barniz a su elección: una decisión estatal les obligan a mantenerla en bruto [cita requerida]. Hablando sobre ellos, Georges Duhamel escribió en la década de 1920: 

Busqué poetas. Encontré alfareros. Ningún oficio hace pensar mejor en Dios, que formó al hombre del polvo de la tierra[...] Sobre los caminos de Yerba, entre el terraplén de arena, cretados de color púrpura sus jorobas, circulan los camellos, cargando una carga enorme e inútil: el gran racimo de frascos sonoros. "

La bisutería en oro o en plata es también una actividad bastante lucrativa. Los artesanos de Houmt Souk son excelentes tanto en la producción de joyas en plata esmaltada como en filigrana de oro. La cestería, donde la materia prima está constituida por hojas jóvenes de palma, fue también una importante fuente de ingresos, especialmente para los ancianos. Hoy en día, sacos, cestas (Koffa) y sombreros (conocido como dhallala o m'dhalla según las diferentes localidades) son artículos que se venden tanto a los isleños como a los turistas. Los artesanos también confeccionan cuerdas y redes para los pescadores. La cestería en junco también es una actividad presente en la isla, especialmente en la localidad de Fatou, no muy lejos de Houmt Souk. El bordado, practicado casi exclusivamente por mujeres, y en particular el de trajes tradicionales, aún es una fuente de ingresos importante para algunas familias.
La artesanía se manifiesta en formas diversa y conoce un florecimiento considerable con el desarrollo del turismo, especialmente en la fabricación de tapices.

## En la televisión

### Victorious
La serie de Nickelodeon Victorious mencionó a Yerba en una ocasión en el episodio Locked Up!! ("Encerrados" en Hispanoamérica y "Rock en la Cárcel" en España), pero no le dio buena imagen a la ciudad.

## Infraestructuras

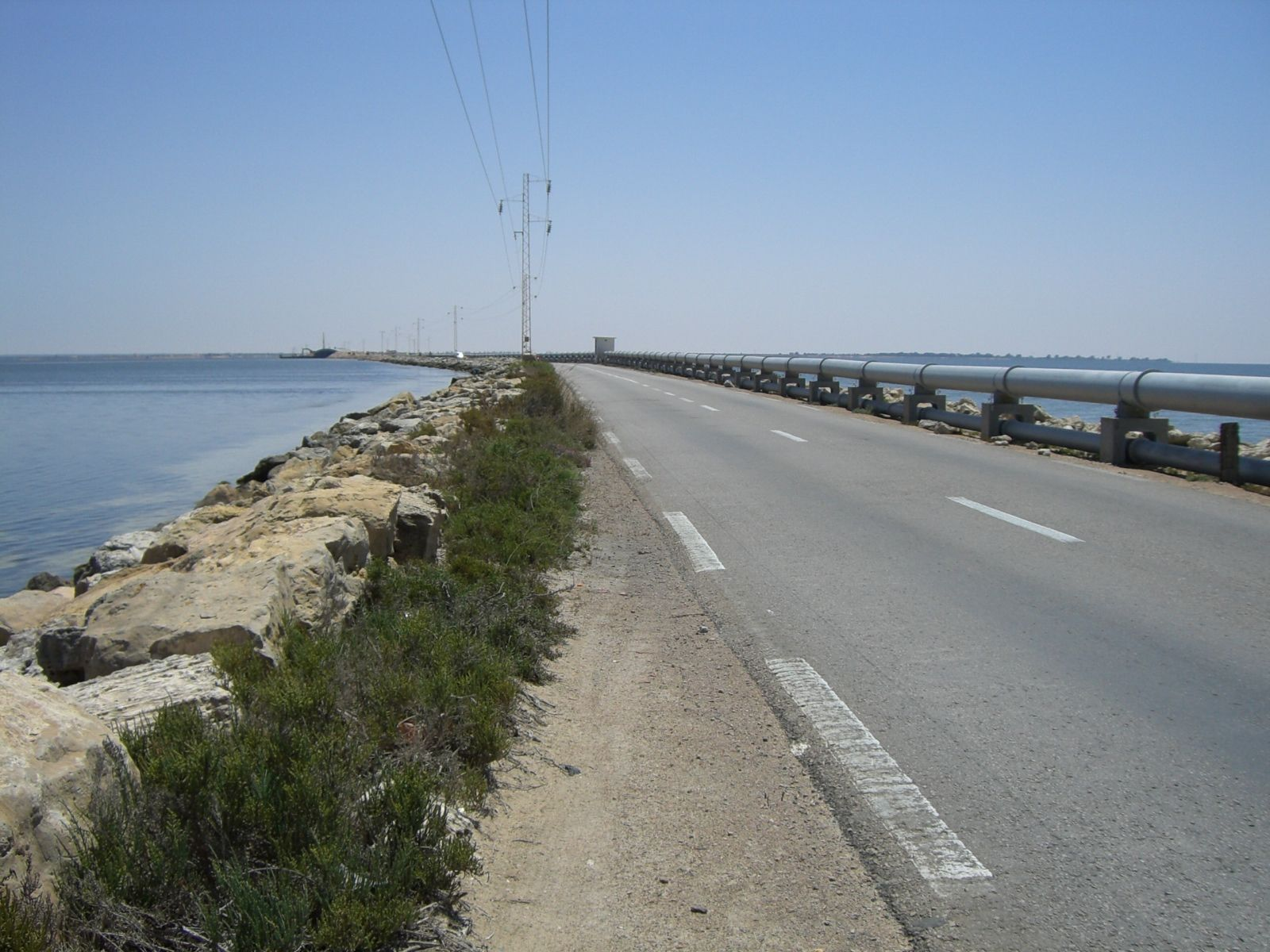
Carretera que une Yerba con el continente. Se le llama la "calzada romana".

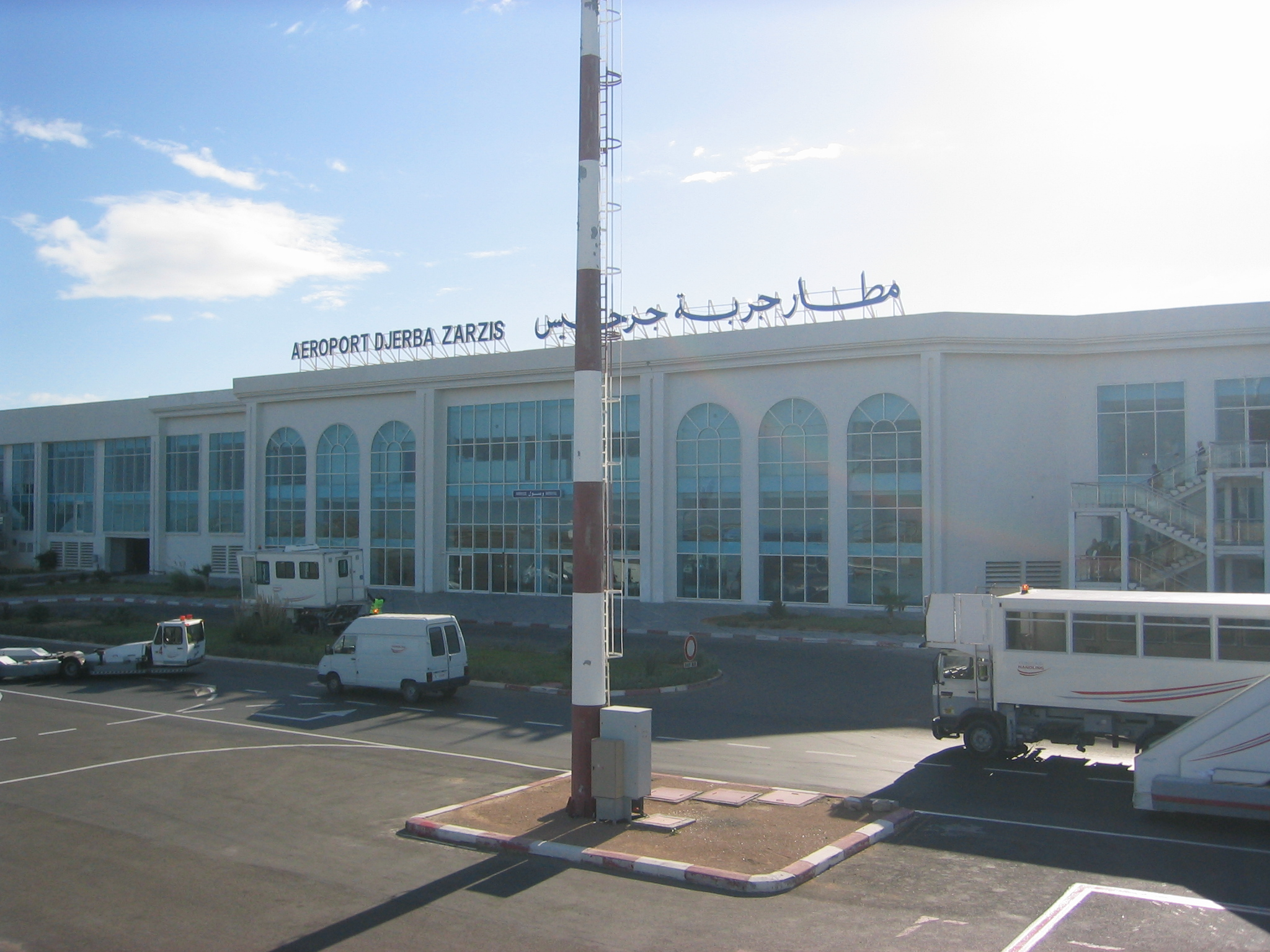
Terminal del aeropuerto de Yerba.

La isla está conectada con el sur con el continente por un puente de 7,5 km de longitud y unos 10 metros de ancho. Su recorrido, que se remonta a finales del siglo III a. C., fue obra de los cartagineses. La obra es modificada por los romanos, que la llaman "Pons Zita" y aprovechan para instalar en algunos pasos batanes. El puente (en árabe, El Kantara, que también es el nombre actual de la localidad donde comienza la calzada) fue destruido en 1551 y se hundió en el mar en su mayor parte, durante los conflictos entre Turgut Reis, también conocido como Dragut, y los españoles.
A lo largo de los siglos, un vado llamado Trik Ejjmaal (carretera de los camellos) se estableció cerca de las ruinas de la calzada romana y sirvió para el paso de los camelleros a la isla. Sobre este emplazamiento fue construida en 1951, y después mejorada en 1959 y posteriores ocasiones, la carretera que une la isla con el Túnez continental.
Esta vía, asfaltada por primera vez durante el Protectorado francés de Túnez, permite también conducir el agua potable a la isla. En efecto, la isla no posee sino unas escasas fuentes de agua dulce, principalmente localizadas en Mahboubinetambién (donde el agua debe ser bombeada desde una profundidad de 80 metros), Oued Ezz'bib y Oualegh. Las dos tuberías que discurren junto a la carretera aseguran el suministro de agua sin el cual el turismo sería impensable. Otra conexión con el continente está en la ciudad de Ajim, desde la que parten los transbordadores que llevan a la localidad de Jorf, trayecto que dura tan solo 15 minutos.
Varias carreteras pavimentadas cruzan la isla, incluyendo una autopista hacia el aeropuerto, construida en la década de 2000. El sistema de transporte público es bastante limitado y, en ausencia de vehículo personal, el taxi es el mejor medio de locomoción. También es posible alquilar bicicletas y ciclomotores, prácticos para distancias cortas pero a veces peligroso, debido a lo estrecho de la mayoría de las carreteras.
Un aeropuerto internacional une la isla con los demás aeropuertos del país y la mayoría de los destinos turísticos más importantes de Europa y de Oriente medio. Esta infraestructura, iniciada en los años 50 en la punta noroeste de la isla, en Mellita, se amplió en 1972 primeramente y vio doblar su capacidad en 1992 con la puesta en servicio de la nueva terminal de carga en 1986.
Además de los hospitales públicos, completan la oferta sanitaria varias clínicas privadas que se construyeron en la década de los 90 del pasado siglo. Las escuelas se han multiplicado. Un teatro al aire libre, construido en 2004 Houmt Souk, sede de importantes eventos culturales como el Festival Internacional de Djerba Ulysse. Hay varios campos de fútbol, de los cuales los Houmt Souk y Midoun acogen respectivamente a la Association sportive de Djerba y al Espoir sportif de Jerba Midoun. Yerba también tiene un campo de golf situado no lejos del complejo hotelero Dar Djerba y del faro de Taguermess.

## Curiosidades
- Una cantidad no despreciable de turistas llega a Yerba por ser el escenario del rodaje de Star Wars. Concretamente "Mos Eisley", el puerto espacial donde los protagonistas encuentran a Han Solo es la ciudad de Ajim y el Golfo de Gabes es el lejano planeta de Obi Wan Kenobi.[161] Por toda Túnez se encuentran diversas localizaciones para el desértico planeta Tatooine, nido de piratas y contrabandistas.